# Puʻu ʻŌʻō
Der Puʻu ʻŌʻō ([puʔu ʔoːʔoː], in deutscher geologischer Fachliteratur meist Pu'u 'O'o, in Reiseliteratur auch Puu Oo) ist ein 698 m hoher Schlacken- und Schweißschlackenkegel in der östlichen Riftzone des Kīlauea-Vulkans auf der größten Hawaii-Insel Big Island. Der Kegel entstand im Zuge der Puʻu-ʻŌʻō-Kūpaianaha-Eruption, die am 3. Januar 1983 begann und 2018 endete.

## Name
Der Name Puʻu ʻŌʻō wird oft übersetzt als „Hügel des ʻŌʻō“ – der hawaiische Name für den Prachtmoho, einen ausgestorbenen Singvogel. Nach einer anderen Überlieferung wurde er von einer weiteren Bedeutung des hawaiischen Wortes ʻŌʻō abgeleitet, das auch einen Grabstock bezeichnet. Da die Vulkangöttin Pele nach mythischer Überlieferung mit ihrem magischen Stab pāoa Vulkane schuf, handelt es sich hierbei wohl um die ursprünglich beabsichtigte Namensgebung.

## Zwischenergebnis der derzeitigen Eruptionsserie
Die Eruption stellt durch ihre Dauer, das ausgestoßene Volumen, aber auch die Beschaffenheit des freigesetzten Materials, dessen Anteil an Magnesiumoxid zwischen 5,7 und 10 Massenprozent schwankt, eine Besonderheit innerhalb der etwa zwei Jahrhunderte zurückreichenden Aufzeichnungen der Aktivitäten des Kīlauea dar.
Der Puʻu ʻŌʻō erzeugt Lavaröhren. Sie führen wegen der thermischen Isolationswirkung zu einer nur langsamen Abkühlung der zunächst bis zu 1250 Grad Celsius heißen Basaltlavaströme. Auf dem 10 Kilometer langen Weg bis zum Meer sinkt ihre Temperatur nur um etwa 10 Grad. Bei ihrem Eintritt ins Meer, in das sie oft aus über 100 Metern Höhe stürzt, hat die Lava noch eine Temperatur von weit über 1100 Grad.

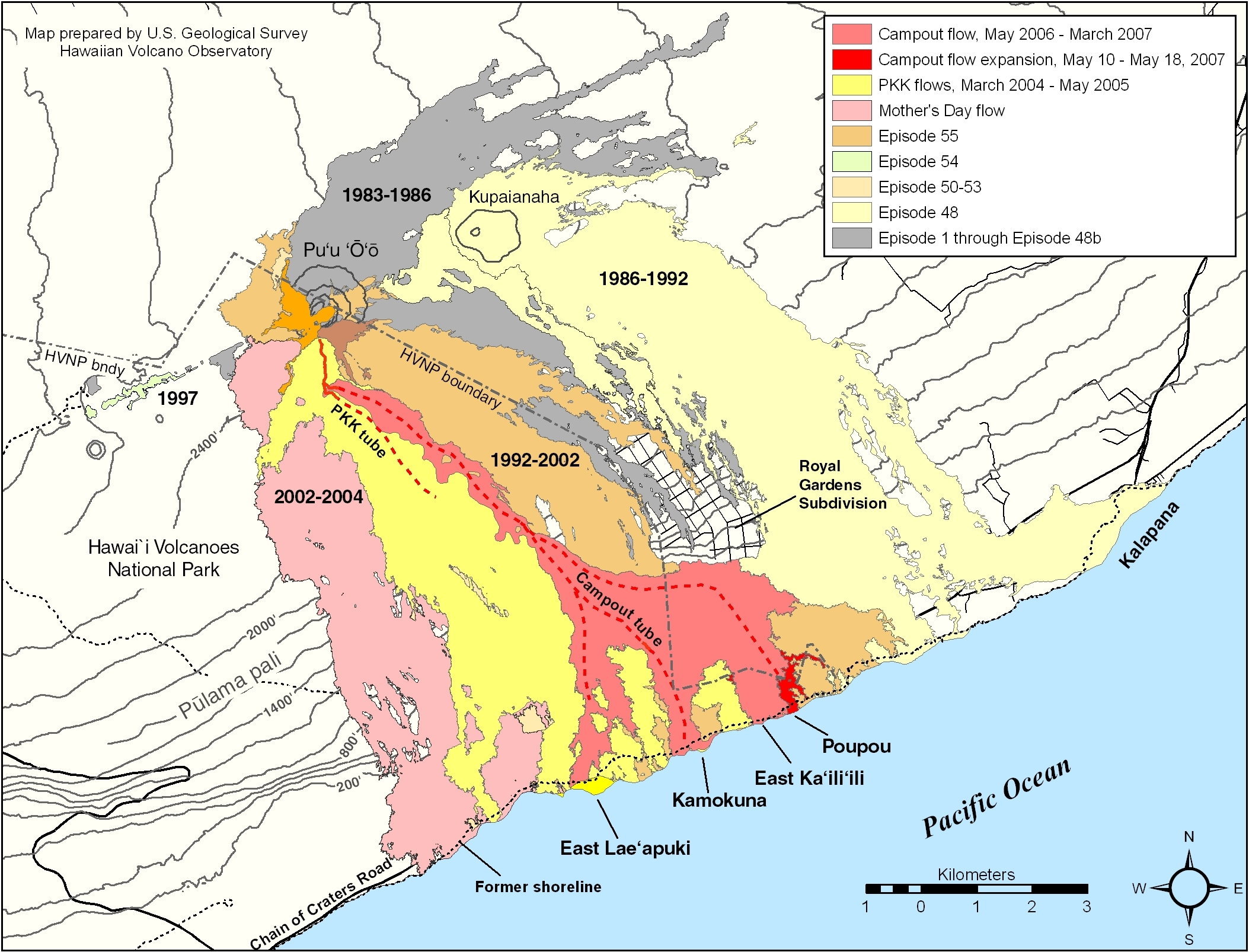
Übersicht über die einzelnen Ausbruchsereignisse 1983–2007
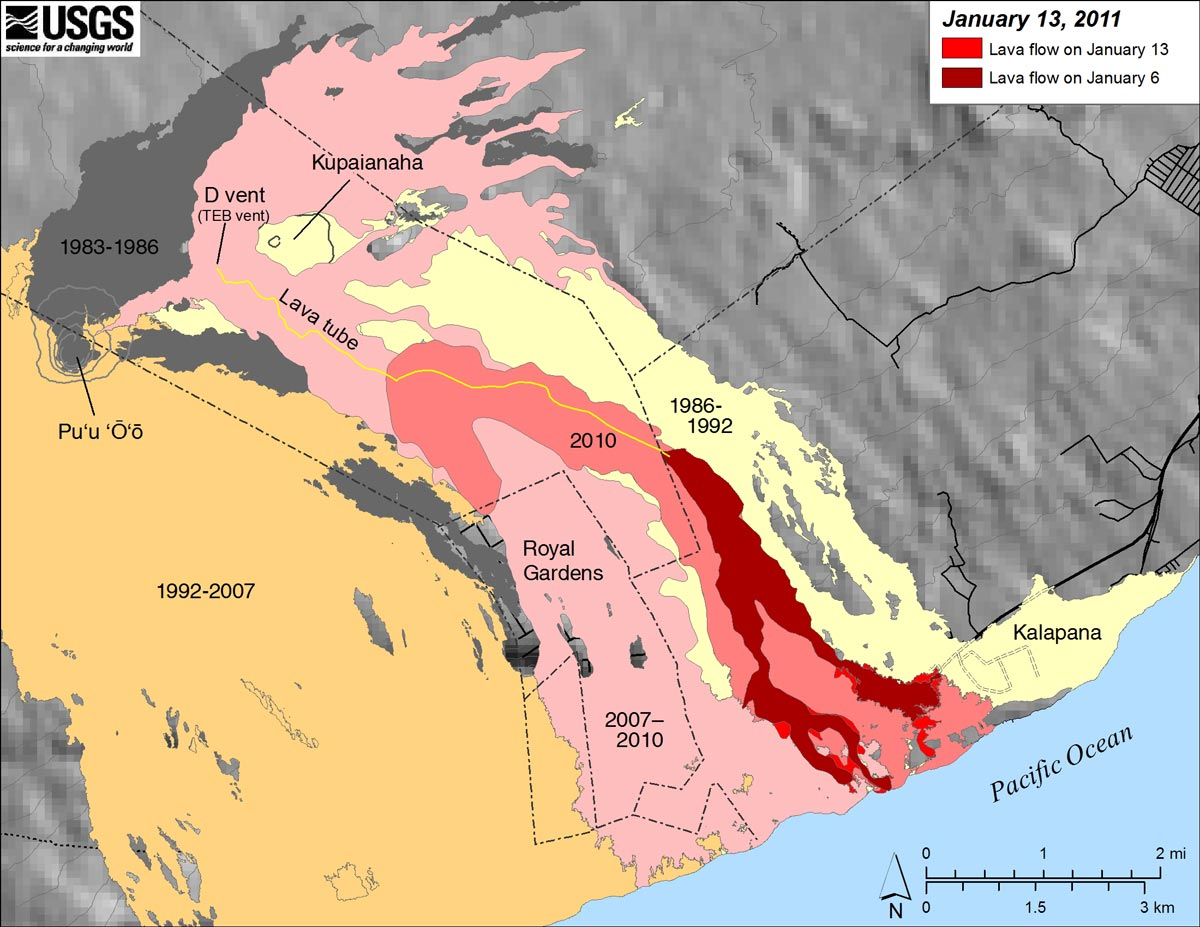
1983–2010 und aktive Lava im Januar 2011
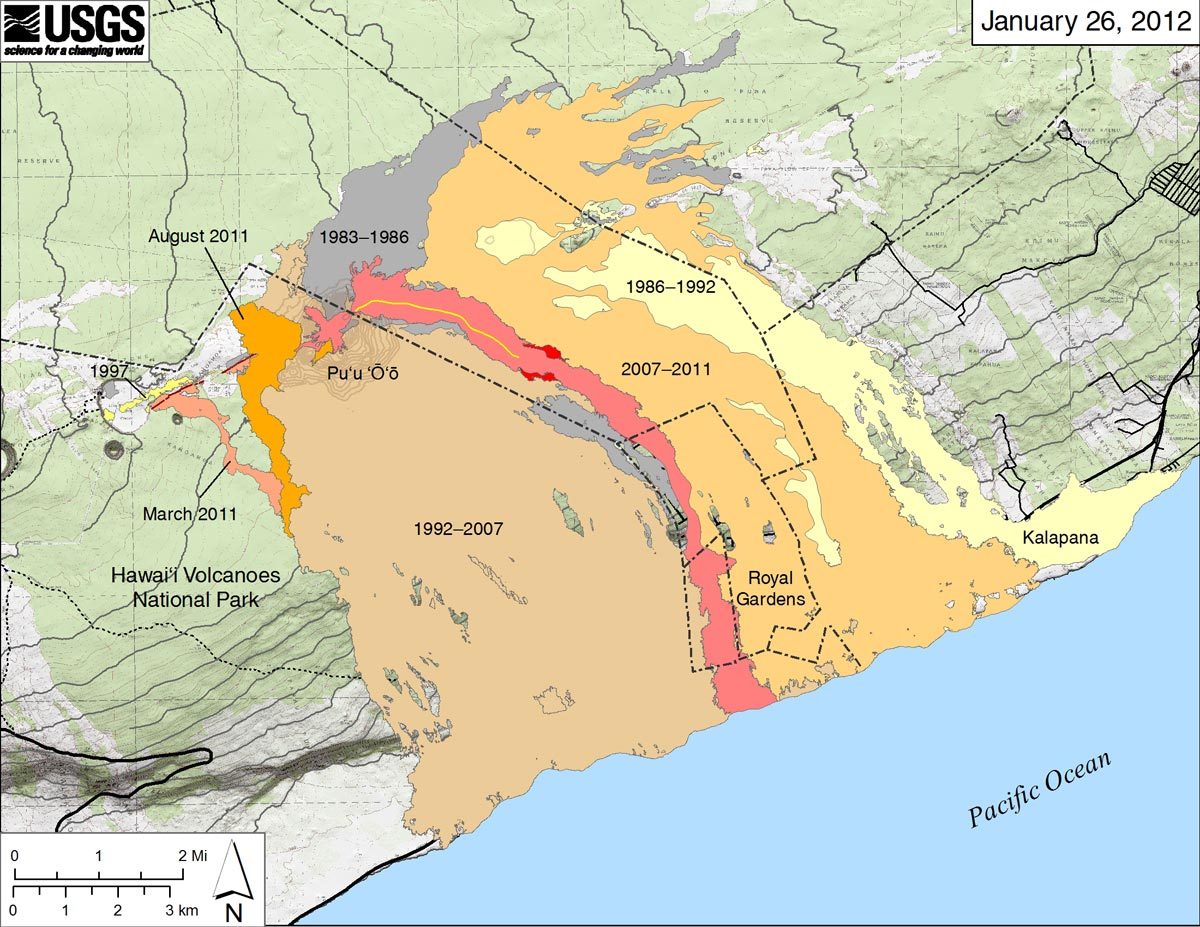
1983–2011 und aktive Lava im Januar 2012

## Entstehung des Puʻu ʻŌʻō

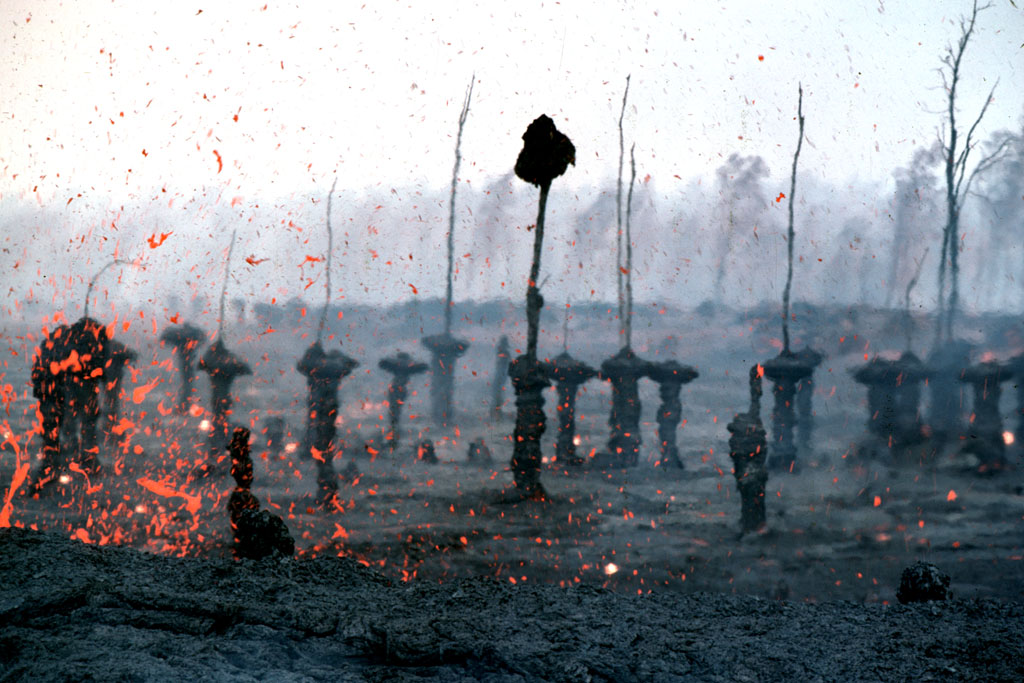
Lava-„Wald“ östlich des Puʻu-ʻŌʻō-Kanals am 7. Januar 1983

Die Eruption begann am 3. Januar 1983, als sich nach einem 24 Stunden andauernden Erdbebenschwarm Spalten im Nāpau-Krater innerhalb des Hawaiʻi-Volcanoes-Nationalpark bildeten und sich über die nächsten Tage hinweg acht Kilometer in nordöstliche Richtung ausweiteten. Aus diesen Erdspalten brach – mit zeitweiligen Unterbrechungen – während der ersten Monate Lava aus, bis sich die Aktivitäten zunehmend auf den – später als „Puʻu-ʻŌʻō-Kanal“ bezeichneten – Ausbruchskanal 1123 an der Grenze des Nationalparks konzentrierten.
Der Kanal brach über die nächsten drei Jahre hinweg etwa alle drei bis vier Wochen für jeweils weniger als 24 Stunden aus. Eine Besonderheit dieser frühen Phasen bildeten Lavafontänen, die Magma in bis zu 470 Meter Höhe schleuderten.

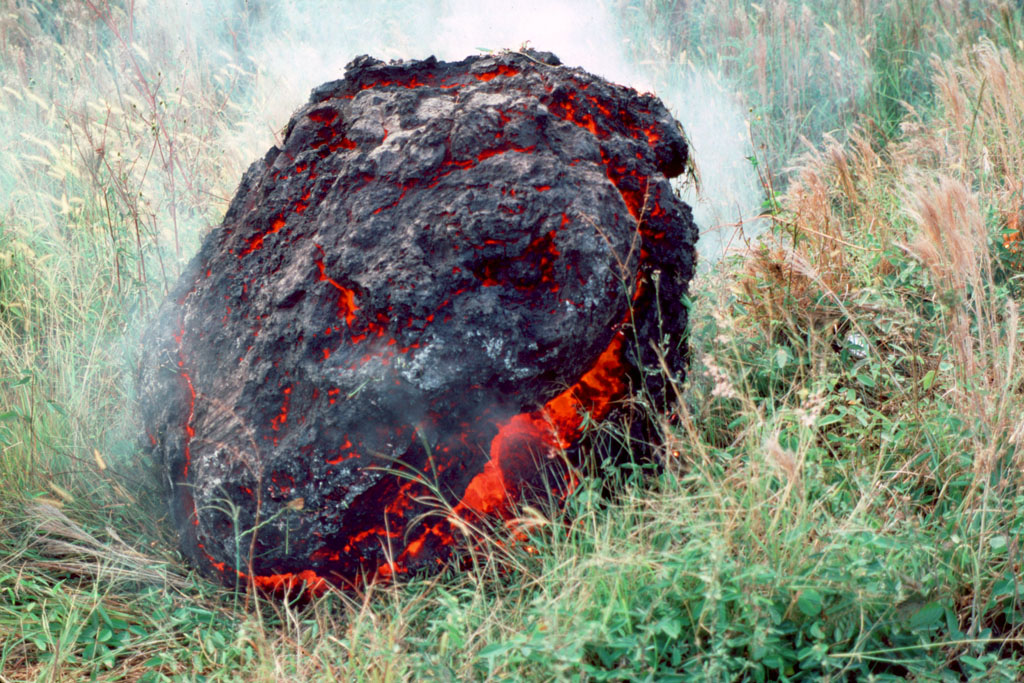
Eine Lavakugel eines ʻAʻā-Stroms in den Royal Gardens im Juli 1983

Durch die Fontänen wurde vorwiegend die sogenannte ʻAʻā-Lava freigegeben, der zähflüssigere und kristallinere Typ der beiden Arten von hawaiischer Lava. Die freigesetzten ʻAʻā-Ströme waren gewöhnlich drei bis fünf Meter dick und bewegten sich mit einer Geschwindigkeit zwischen 50 und 500 Metern pro Stunde, wobei sie an steilen Hängen schneller und schmaler wurden. Binnen 13 Stunden gelangte die Lava in den sechs Kilometer südöstlich an einem Steilhang gelegenen Teil der Royal Gardens, wo ihr in den Jahren 1983 und 1984 insgesamt 16 Häuser zum Opfer fielen. Die Ausbrüche waren jedoch zu kurz, um den an der Südküste verlaufenden Highway oder das Meer selbst zu erreichen.
Das ausgeworfene Material der Lavafontänen sammelte sich allmählich zu einem Schlacken- und Schweißschlackenkegel an, der mit 255 Metern Höhe schließlich jeden anderen Kegel der östlichen Riftzone um mehr als das Doppelte überragte. Dieser als Puʻu ʻŌʻō bezeichnete Kegel war ungewöhnlich asymmetrisch, da die vorherrschenden Winde das ausgeworfene Material überwiegend an der Südwestseite auftürmten.

## Verlagerung der Eruption zum Kūpaianaha

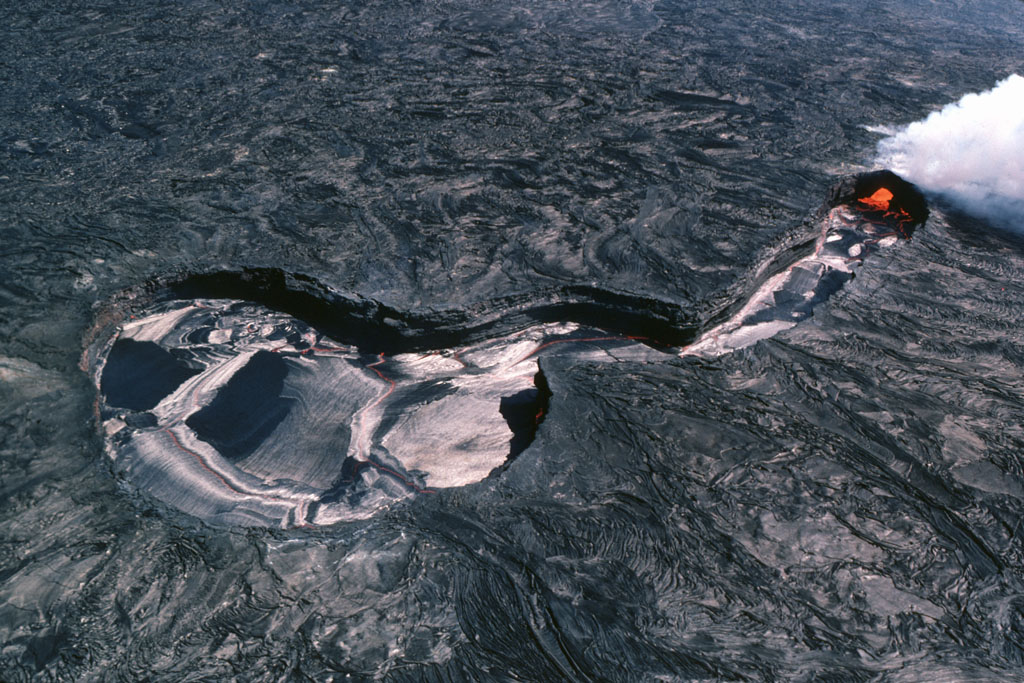
Luftansicht des Kūpaianaha im Februar 1987

Im Juli 1986 brach der bisherige Ausbruchskanal auf, so dass sich die Lava einen neuen Weg suchte: den Kūpaianaha-Kanal, drei Kilometer nordöstlich des Puʻu ʻŌʻō. Hierdurch endeten auch die Lavafontänen und es begann eine fünfeinhalb Jahre andauernde Phase, in der nahezu kontinuierlich Lava ausströmte. Oberhalb des Kūpaianaha bildete sich ein Lavasee, der durch häufiges Überlaufen einen breiten und niedrigen Schild schuf, dessen maximale Höhe von 55 Metern in weniger als einem Jahr erreicht war. Nach einigen Wochen kontinuierlicher Ausbrüche bildete sich über dem aus dem See herausführenden Hauptkanal durch seitliche Lavaablagerungen stückweise ein Dach, so dass schließlich eine Lavaröhre entstand. Durch eine solche Röhre wird die Hitze eines Lavastroms konserviert und es bilden sich Pahoehoe-Ströme, die weitaus flüssiger als ʻAʻā-Ströme sind. Diese weisen erkaltet eine flache und glatte, manchmal auch seilartige oder gewellte Oberfläche auf und werden daher auch als „Stricklava“ bezeichnet.

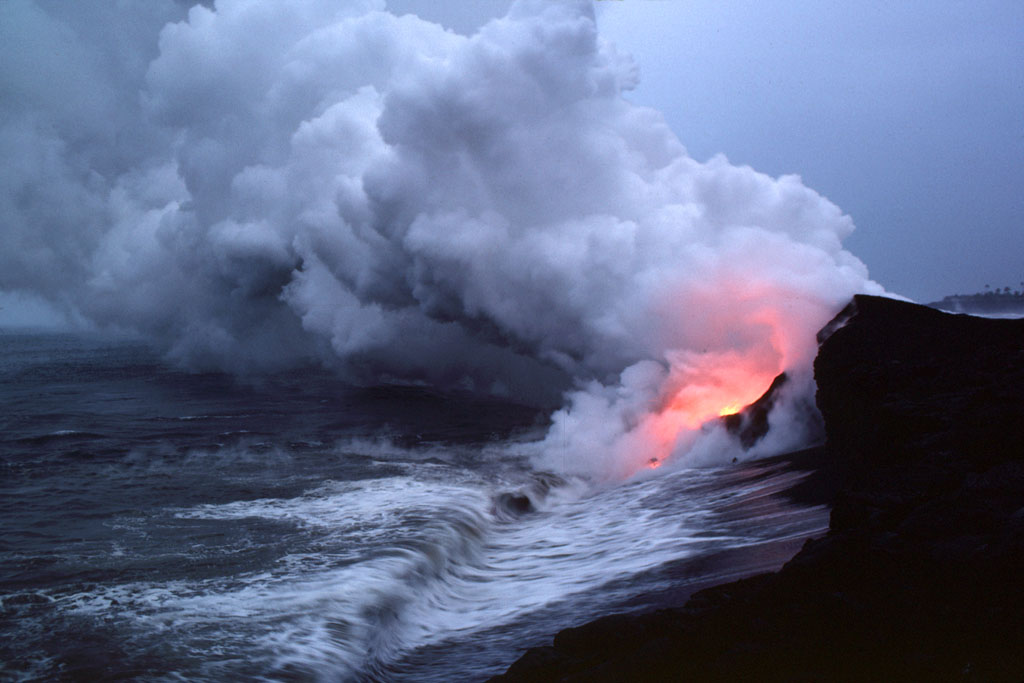
Lava erreicht die Küste. Februar 1988

Die durch die Röhre freigesetzten Pahoehoe-Ströme breiteten sich in Richtung der zwölf Kilometer südöstlich gelegenen Küste aus, benötigten hierbei jedoch drei Monate für die gleiche Entfernung, die die ʻAʻā-Ströme des Puʻu ʻŌʻō zuvor in einem Tag zurückgelegt hatten. Anfang November 1986 waren die Ströme erstmals von der Gemeinde Kapaʻahu aus sichtbar. Im Laufe des Novembers zog die Lava des Kūpaianaha eine Schneise durch Kapaʻahu und blockierte den Küstenhighway, bevor sie schließlich Ende November ins Meer einmündete. Einige Wochen später verlagerte sich der Lavastrom nach Osten und begrub innerhalb eines Tages 14 Häuser am nordwestlichen Rand der Ortschaft Kalapana. Dieser Lavafluss versiegte jedoch, nachdem die Lavaröhre nahe dem Ausbruchskanal verstopfte.
Innerhalb der nächsten drei Jahre zerstörten Pahoehoe-Ströme Häuser auf beiden Seiten des sich kontinuierlich verbreiternden Abflussbereichs. Anfänglich wurde die Richtung dieser Ströme von topographischen Gegebenheiten gelenkt, mit der Zeit wurden jedoch auch hochgelegene Landmarken überspült.

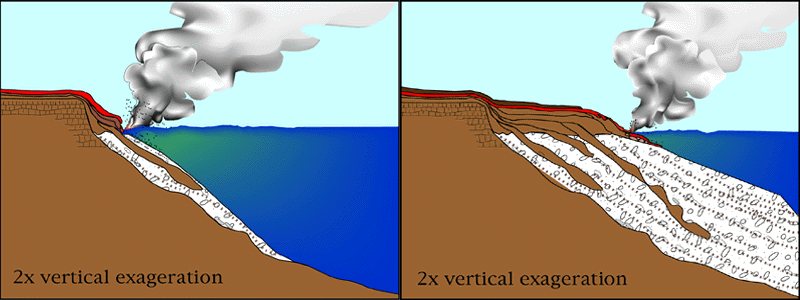
Pahoehoe-Ströme lagern sich in Bänken ab.

Von Mitte 1987 bis Ende 1989 floss ein Großteil der Lava direkt ins Meer. Durch die Hitze des Eintritts entstehende Dampfexplosionen zermahlten das erkaltende Gestein in schwarzen, glasartigen Sand, der sich stromabwärts in Buchten zu neuen Stränden ansammelte und an steilen Hängen unterhalb des Wasserspiegels Bänke bildete, die mit der Zeit die Landfläche erweiterten.
Im Frühling 1990 brach das Röhrensystem zum Meer allmählich auf, so dass es vermehrt zu Strömen an der Oberfläche kam. Diese drangen in neue Gebiete vor und begruben das Wahaʻula-Besucherzentrum und angrenzende Häuser im Hawaiʻi-Volcanoes-Nationalpark.

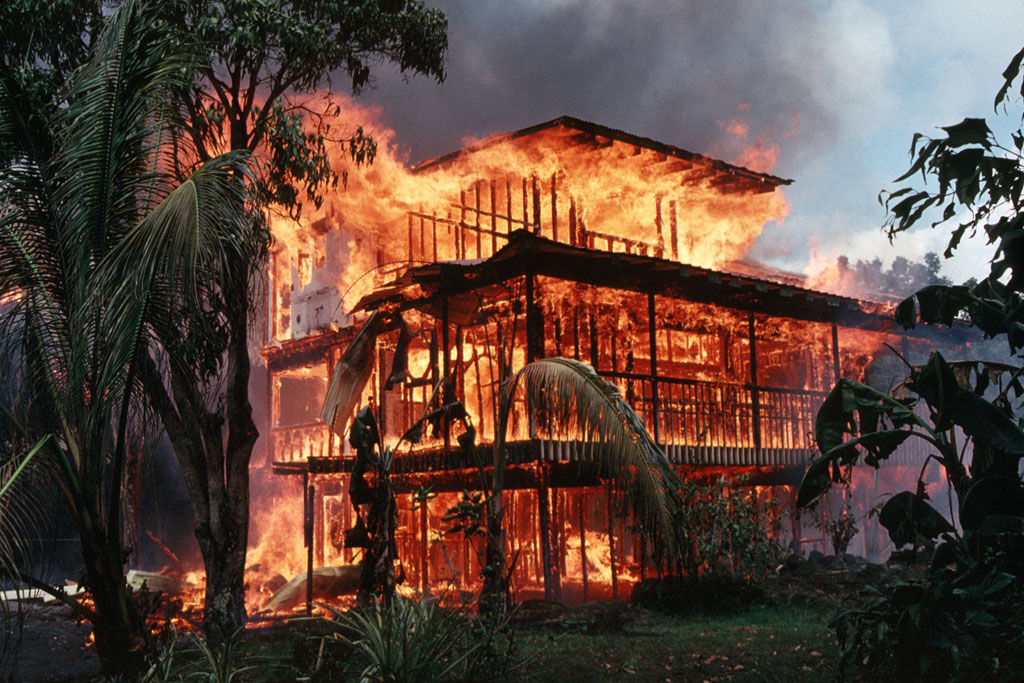
Ein Haus in Kalapana fällt der Lava zum Opfer. 22. April 1990

Die Eruption veränderte sich 1990, als zwölf Pausen von jeweils einem bis vier Tagen Dauer die bis dahin kontinuierlichen Ausbrüche unterbrachen. Gleichzeitig begann die verheerendste Phase der Eruption. Im März 1990 drehten die Lavaströme erneut in Richtung des für seine historischen Stätten und schwarzen Strände bekannten Kalapana. Am Ende des Sommers lagen die über hundert Häuser des Ortes unter 15–25 Metern Lava begraben. Weiter östlich strömte die Lava ins Meer und ersetzte die zuvor palmengesäumte Kaimu-Bucht durch eine Magmaebene, die 300 Meter über die ursprüngliche Landgrenze hinausragte. Ende 1990 bildete sich eine neue Lavaröhre, die die Ströme von Kalapana weg in den Nationalpark leitete, wo sie erneut ins Meer flossen.

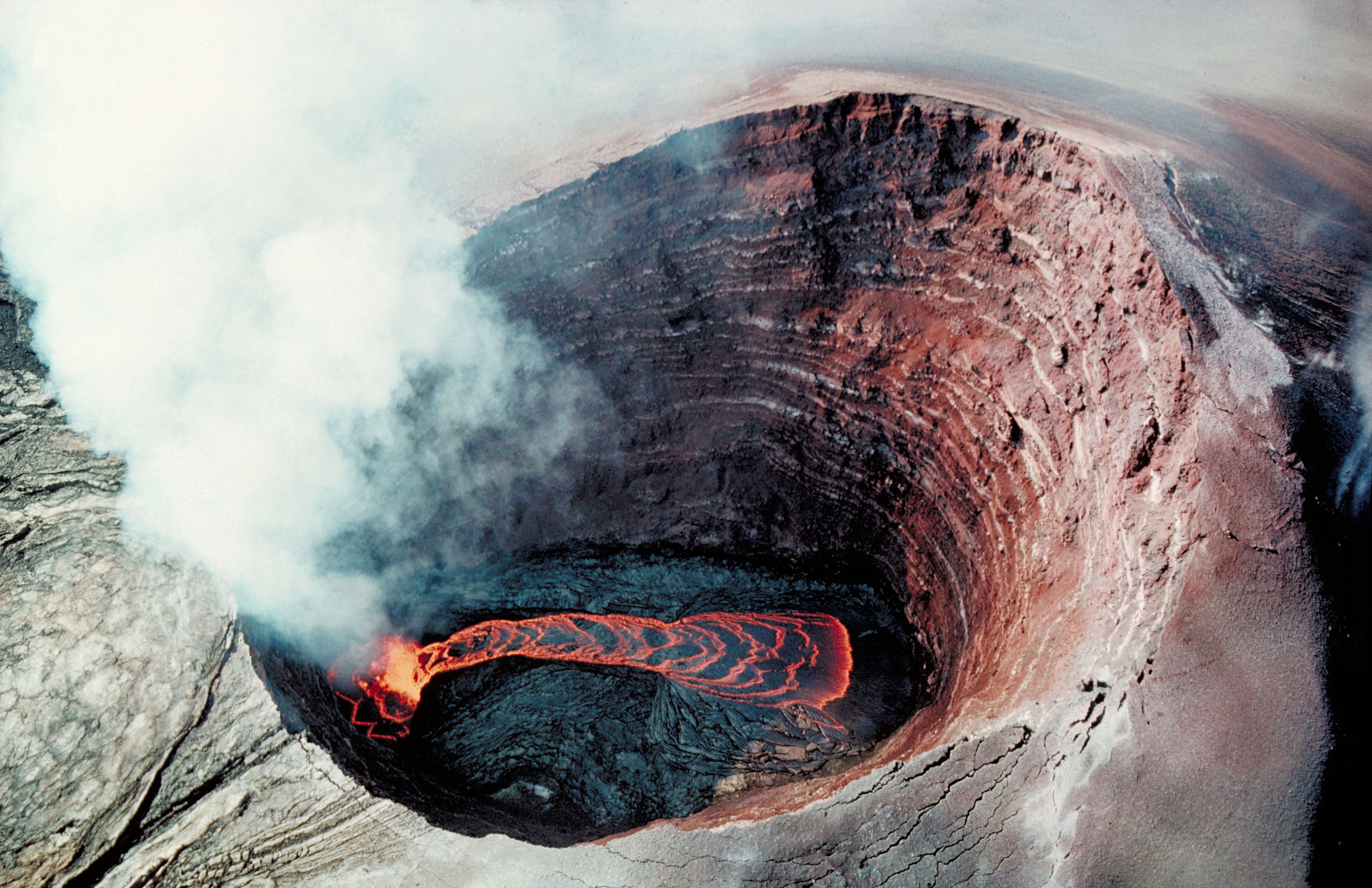
Lavasee im Krater des Puʻu ʻŌʻō im August 1990

Während dieser fünfeinhalb Jahre andauernden Dominanz des Kūpaianaha bildete sich am Puʻu ʻŌʻō durch eine Reihe von Einstürzen ein etwa 300 Meter durchmessender Krater. Dieser Krater führte von 1987 an zunächst sporadisch, ab 1990 aber dauerhaft einen Lavasee.
Im Laufe des Jahres 1991 gab der Kūpaianaha immer weniger Lava ab, während am Puʻu ʻŌʻō Aktivität und Pegel des Lavasees kontinuierlich anstiegen. Im November 1991 trat für drei Wochen Lava aus neuen Erdspalten zwischen Kūpaianaha und Puʻu ʻŌʻō aus, was den Ausbruch am Kūpaianaha weiter abschwächte, bis dieser Ausbruchskanal schließlich am 7. Februar 1992 erlosch.

## Rückkehr zum Puʻu ʻŌʻō
Zehn Tage nach Erlöschen des Kūpaianaha konzentrierte sich die vulkanische Aktivität erneut auf den Puʻu ʻŌʻō. An seiner Westflanke traten niedrige Lavafontänen aus einer Erdspalte aus. Dies war der erste einer Reihe von neuen Ausbruchskanälen, die insgesamt über acht Jahre hinweg aktiv waren. Wie zuvor am Kūpaianaha trat die Lava auch hier ruhig und nahezu kontinuierlich aus. Die Aktivitäten des Bergs erzeugten an der Westflanke einen 45 Meter hohen, einen Kilometer durchmessenden Lavaschild.

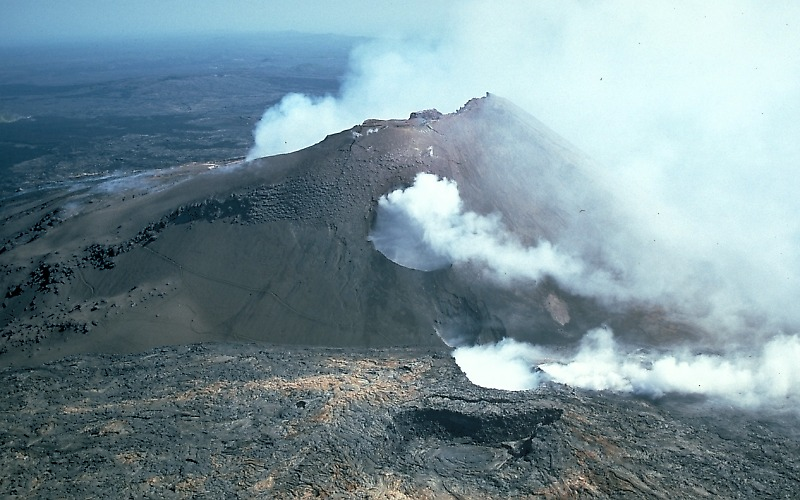
Einsturzkrater an der Westflanke, mittig das „Great Pit“. Januar 1995

Im November 1992 überquerte die Lava die Chain of Craters-Straße im Hawaiʻi-Volcanoes-Nationalpark und strömte 11 Kilometer vom Ausbruchskanal entfernt bei Kamoamoa ins Meer ein. Diese archäologische Stätte wurde – ebenso wie der Campingplatz des Nationalparks – im Lauf der nächsten Monate von Pahoehoe-Strömen begraben. Auch hier bildete sich durch Eintritt des Magmas in die Azurasee ein schwarzer Sandstrand. Zwischen Ende 1992 und Januar 1997 leiteten Lavaröhren nahezu kontinuierlich Lava in die See ein und verbreiterten das Kamoamoa-Feld, das größtenteils innerhalb des Nationalparks lag.
Die sich unterhalb des Kegels langsam durch das Tephra bahnende Lava führte von 1993 an verstärkt zu Einstürzen an der Westflanke des Puʻu ʻŌʻō. Der größte hierbei entstehende Krater, das „Great Pit“, umfasste gegen Ende des Jahres 1996 nahezu die gesamte Westflanke.

## Kollaps der Westflanke

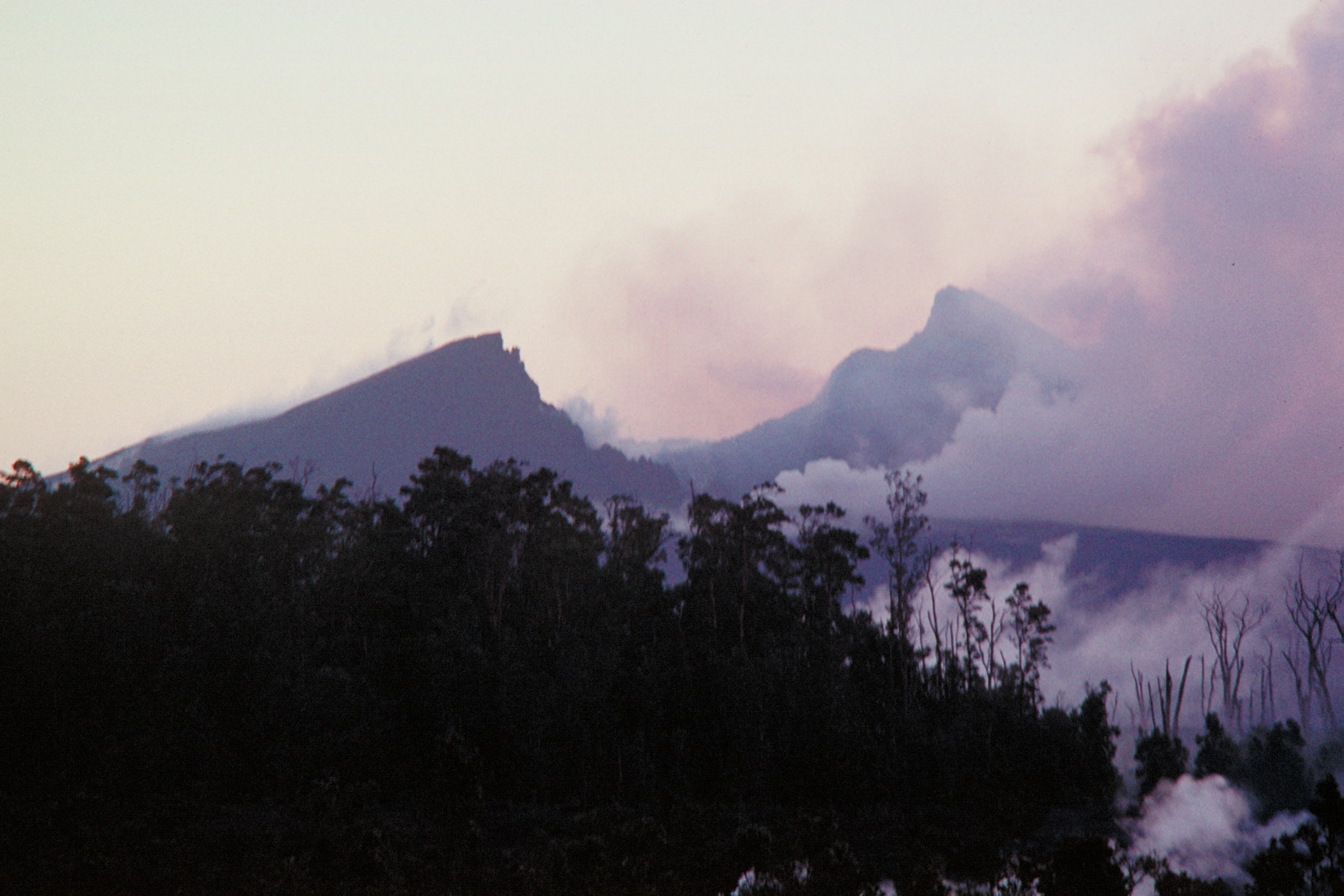
Bresche in der Westflanke des Puʻu ʻŌʻō, Januar 1997

In der Nacht des 30. Januar 1997 leerte sich der Ausbruchskanal des Puʻu ʻŌʻō, wodurch aufgrund des fehlenden Gegendrucks des Magmas zunächst der Boden des Kraters und anschließend die Westflanke des Kegels einstürzten. Einige Zeit später brachen neue Erdspalten auf, aus denen für kurze Zeit im und um den Napau-Krater Lava ausströmte. Diese Phase war nach 24 Stunden vorüber. Der Einsturz hinterließ eine große Bresche in der Westflanke des Berges und das entstandene Geröll verflachte den Krater auf nun 210 Meter Tiefe. In den folgenden 23 Tagen konnte am Ausbruchsort keine aktive Lava mehr beobachtet werden.
Die nächste Phase begann am 24. Februar 1997, als sich erneut ein Lavasee am Boden des Puʻu ʻŌʻō-Kraters bildete. Einen Monat später trat Lava auch aus neuen Ausbruchskanälen auf den West- und Südwestflanken des Kegels aus.
Mitte Juni 1997 stieg der Lavapegel innerhalb des Kraters erstmals nach elf Jahren wieder über den Rand des Kraters. Lava floss über die Ostseite des Berges und verteilte sich bis zu eineinhalb Kilometer weit hangabwärts in der Riftzone. Bereits nach kurzer Zeit lief die Lava jedoch bereits durch Kanäle im Kraterboden ab, so dass keine weiteren Ströme über den Rand traten.

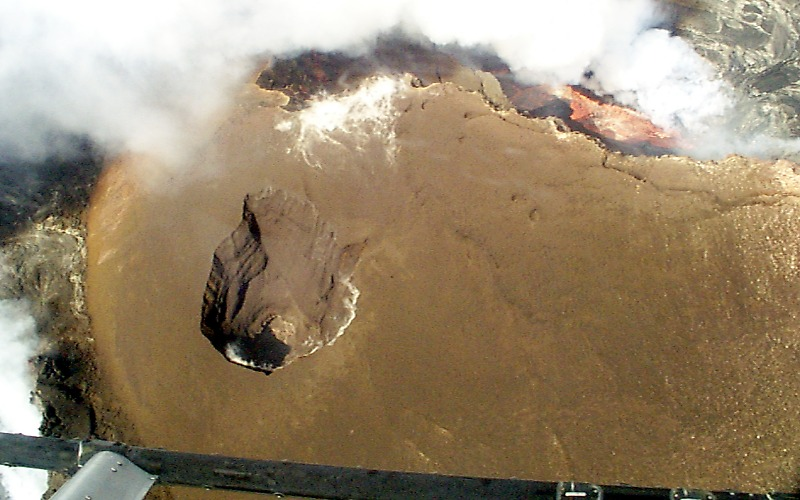
Das Puka Nui im Dezember 1997

Im Juli 1997 erreichten erneut Lavaströme den Ozean und flossen dort nahe der Ostgrenze des Hawaiʻi-Volcanoes-Nationalpark an zwei Stellen, Wahaʻula und Komakuna, bis Anfang 1999 ins Meer ein.
Am 14. Januar 1998 stieg der Pegel innerhalb des Puʻu ʻŌʻō wieder drastisch an, so dass erneut Lava über den Kraterrand hinweg floss. Gleichzeitig trat Lava in Gestalt von Fontänen und Strömen aus einigen Einsturzkratern der Südflanke aus. Diese strömte im weiteren Verlauf des Jahres direkt in das Röhrensystem um den Puʻu ʻŌʻō ein. Die sich kontinuierlich durch das Tephra des Kegels fressenden Ströme destabilisierten den Puʻu ʻŌʻō zunehmend, so dass sich im Dezember 1997 ein neuer Einsturzkrater an der Südwestflanke des Kegels bildete. Dieser „Puka Nui“ genannte Krater durchmaß zum Ende des Jahres 1998 bereits mehr als 175 Meter.

## Verstopftes Röhrensystem

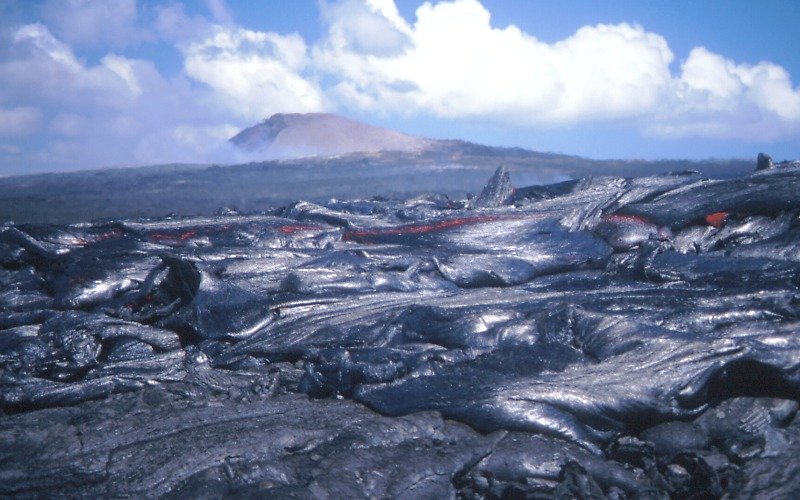
Ein Strom tritt nach Blockade innerhalb des Röhrensystems an der Oberfläche aus. September 1999

Am 12. September 1999 verkündeten Erdbeben und der sich leerende Gipfel ein Eindringen von Magma in die obere östliche Riftzone des Kīlauea. Der Druck des Puʻu-ʻŌʻō-Kanals ließ hierdurch nach und die normale Eruption wurde für elf Tage unterbrochen – die längste Pause seit dem Einsturz des Kegels 1997.
Die Ausbrüche setzten mit einigen Wochen verstärkter Aktivität in und um den Krater wieder ein. Aktive Lava bedeckte erneut einen Großteil des Kraterbodens und etwa zehn neue Schlackenkegel entstanden innerhalb und an den Flanken des Kegels. Vor diesem Ereignis war der Lavafluss durch das Röhrensystem über zwölf Monate hinweg stabil, während der Pause wurde ein Teil des Systems in etwa acht Kilometern Entfernung von der Küste dauerhaft blockiert.
Nach Wiedereinsetzen der Eruption strömte die Lava an der Oberfläche über die Blockade hinweg und bildete über der blockierten Röhre große Lavaseen. Die hieraus austretenden, zumeist sehr kurzen Ströme erzeugten Schildstrukturen mit 5–20 Metern Höhe und bis zu 500 Metern Durchmesser, die sich zu einem Grat entlang der Röhre vereinten. Mitte Dezember erreichten längere Ströme bei Highcastle und Laeapuki das Meer. Sie waren jedoch so kurzlebig, dass sich bereits im Frühjahr 2000 die aktiven Einmündungen auf die östliche Seite des Stromgebiets verlagert hatten. Über die nächsten fünf Monate hinweg mündete Lava auf der gesamten Fläche vom östlichen Rand dieses Bereichs bis zu Kamokuna ins Meer ein.
Im Frühjahr 2000 überschritten Lavaströme die Ostgrenze des Nationalparks und vernichteten dort in den folgenden zwei Jahren mehrere verlassene Häuser in den Royal Gardens. Zeitweise setzten die Einmündungen ins Meer aus, ein neuer Strom bei E. Kupapaʻu, an der östlichen Grenze des Stromgebiets beendete diese Pause jedoch. Damit floss erstmals seit 1991 Lava außerhalb des Nationalparks ins Meer, was im August 2001 als Touristenattraktion der Öffentlichkeit zugänglich gemacht wurde. Innerhalb der ersten Woche nach Eröffnung reisten 400 Fahrzeuge pro Tag über das zwischen 1987 und 1991 erzeugte Kūpaianaha-Gebiet. Eine zweite Einmündung bildete sich im späten September 2000 bei Kamoamoa. Beide Ströme blieben bis Ende des Jahres aktiv.

## Verstärkte Bildung von Schilden und Hornitos

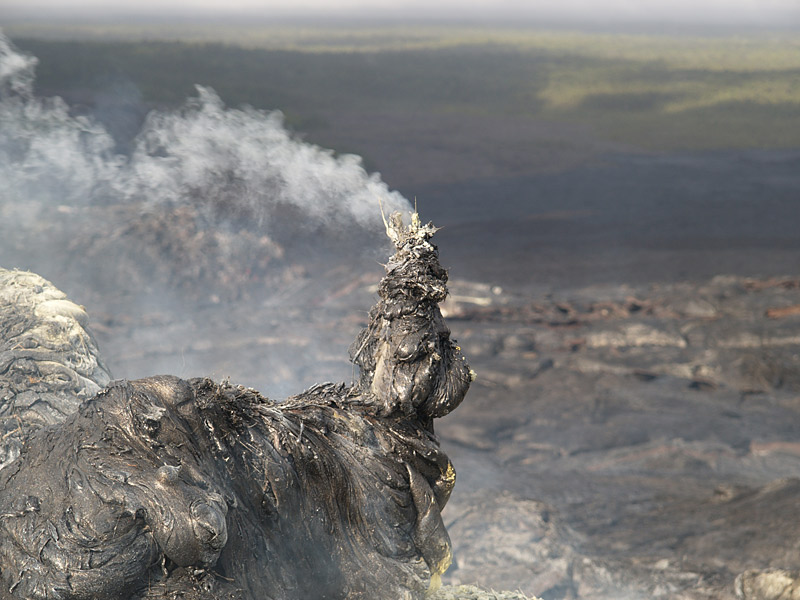
40 cm hoher Hornito im Dezember 2003

Ende 2001 verminderte sich der Lavafluss durch die zur Küste führende Röhre, so dass ab Januar 2002 keine weitere Lava ins Meer einströmte, sondern diese verstärkt aus den oberen Teilen der Röhre an die Oberfläche floss. Wie bereits 1999 bildeten sich Lavaseen und Lavaschilde entlang der Röhre. Ende März 2002 bildeten acht Hauptschilde einen durchgängigen Grat mit 2,7 Kilometern Länge und bis zu 1,5 Kilometern Breite.
In den ersten drei Monaten des Jahres 2002 bildeten sich an vielen Stellen Hornitos – schornsteinartige Ausbruchskegel – auf der Röhre, die häufig zwischen acht und zwölf Metern hoch waren. Zudem nahm in dieser Zeit die Aktivität im und um den Puʻu ʻŌʻō zu. Im April und Mai 2002 bildeten sich mehrere Schlackenkegel um das Puka Nui, dessen Boden von neuen Lavaströmen bedeckt war. Mitte 2002 hatte der Krater, dessen oberer Rand durch Erosion eingekerbt war, 180–200 Meter Durchmesser. Weitere Schlackenkegel bildeten sich im Westen des Berges. Im April 2002 floss Lava von der Südostseite der Lavaschilde in das obere Ende der Royal Gardens, wo ein weiteres verlassenes Haus begraben wurde. Dieser „Halp“-Strom rückte bis Mitte Juni weiter in die Royal Gardens vor.

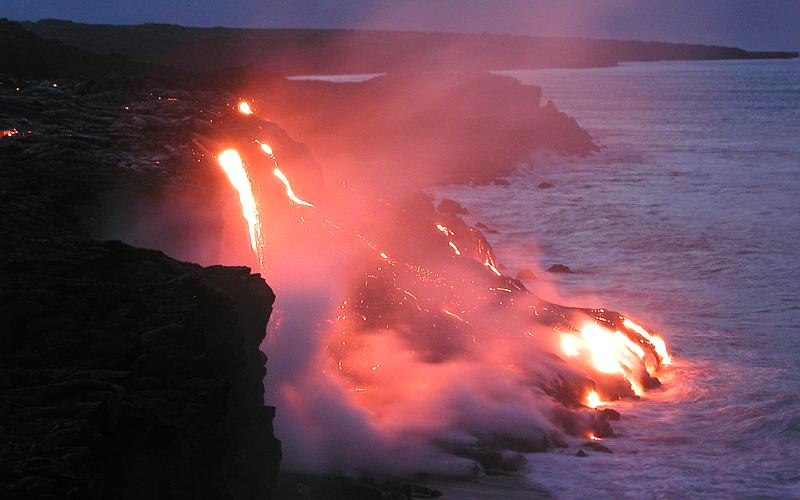
Der Mother’s-Day-Strom in West Highcastle. Juli 2002

Zwischenzeitlich spie am 12. Mai 2002 ein neuer Ausbruchskanal an der Westseite des Puʻu ʻŌʻō Lava den Westrand des Stromgebiets entlang und löste dabei den größten Waldbrand des Nationalparks seit 15 Jahren aus. Das durch diesen „Mother’s-Day“-Strom ablaufende Magma verringerte den Druck unterhalb des Puʻu ʻŌʻō, so dass sich der Kraterbereich und dessen Umgebung beruhigten. Der „Halp“-Strom blieb mit verringerter Aktivität über den August hinweg aktiv.
Der Mother’s-Day-Strom ergoss sich im Juli 2002 nahe der Chain-of-Craters-Straße ins Meer. Im folgenden Jahr mündete Lava an mehreren Stellen der Westseite des Stromgebiets nahezu kontinuierlich ins Meer ein. Am langlebigsten war der Einfluss dieser Phase in West Highcastle.
Im Frühjahr 2003 strömte erneut Lava aus der Mother’s-Day-Röhre und ergoss sich am Valentinstag in den Ozean, nachdem sie sich zuvor einen weiteren Abschnitt der Chain-of-Craters-Straße einverleibt hatte. Dieser Strom blieb lediglich für zwei Wochen aktiv. Ende 2003 wiederholten sich die Ereignisse des späten Jahres 2002, so dass erneut die unteren Bereiche des Röhrensystems verkümmerten und die Ströme an der Oberfläche Schildstrukturen bildeten. Erneut waren Schlackenkegel im Kraterbereich, an seiner Westseite und dem Puka Nui aktiv.

## Verstärkte Krater- und Flankenaktivität

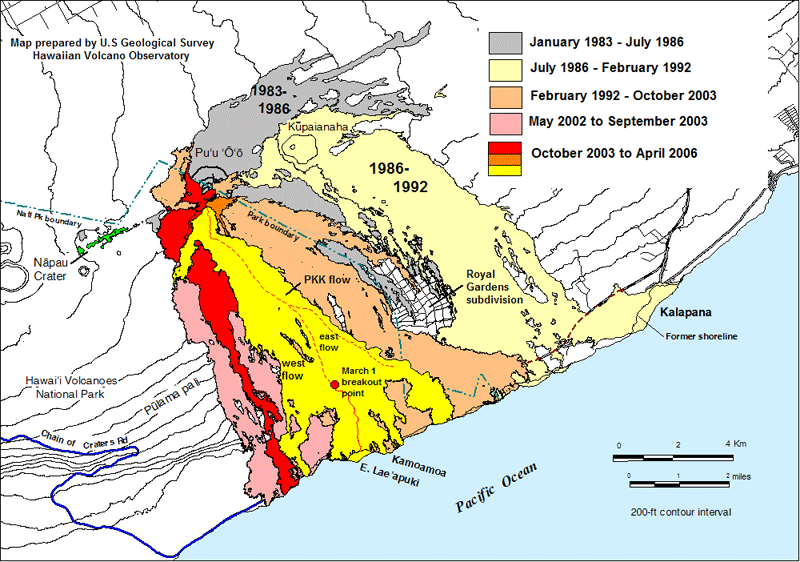
Karte der Ausbruchsereignisse bis April 2006 mit dem Verlauf der PKK-Röhre

Im Januar 2004 strömte erstmals seit 1998 wieder Lava direkt aus dem Krater aus und überflutete dreimal das West Gap und den östlichen Rand des Kraters. Ein paar Tage darauf öffneten sich vier neue Ausbruchskanäle auf der Südseite des Puʻu ʻŌʻō-Kegels und verursachten einen kurzen, jedoch sehr aktiven Strom, der den Namen Martin Luther Kings (MLK) erhielt. Im weiteren Verlauf öffneten sich weitere Kanäle – die als MLK-Kanäle bekannt sind – und blieben bis Juni 2005 aktiv.
Nach Ausbruch der MLK-Kanäle reduzierte sich die Krateraktivität zunächst, setzte jedoch im Februar 2004 wieder ein, wobei erstmals Lava direkt aus dem Puʻu ʻŌʻō in den Puka-Nui-Krater floss. Weitere Lavaströme flossen erneut durch das West Gap. Anfang März beruhigte sich der Krater wieder und blieb bis zum Ende des Jahres inaktiv.
Im März 2004 bildete ein weiterer größerer Ausbruch südwestlich des Kegels die Prince-Kūhiō-Kalanianaʻole-Röhre (PKK), die ab August zur dominanten Lavaröhre der Eruption wurde. Ende April 2004 unterbrach der „Banana“-Strom, welcher sich vom unteren Rand der Lavaschilde löste, die Eruptionen des Mother’s-Day-Stroms, der ab August langsam versiegte. Ab November 2004 war die PKK-Röhre die einzige aktive Lavaröhre. Ihr Strom teilte sich an der Spitze des Pali und bildete zwei Arme heraus. Die Lava des westlichen Arms strömte erstmals im November 2004 bei East Lae’apuki ins Meer, die des östlichen Arms erst im Januar 2005. Im Juni 2005 flossen beide Ströme über ein breites Gebiet der Küste – von Highcastle bis Kailiili – in den Ozean.
Die Aktivität der Ausbruchskanäle im und um den Krater des Puʻu ʻŌʻō nahm zwischen Januar und Februar 2005 erneut mit nahezu kontinuierlichem Austreten von Lava innerhalb des Kraters zu. Neue Schlackenkegel bildeten sich in Krater, Puka Nui und den MLK-Kanälen. Ende März stürzte der Kegel am aktivsten Ausbruchskanal ein, so dass bis Ende des Jahres ein Lavasee zum Vorschein kam. Im Mai brach einer der MLK-Kegel zusammen und legte dabei einen Lavasee von 10 × 15 Metern frei, auf dessen Oberfläche sich bis Ende Juni eine Kruste bildete. In der zweiten Jahreshälfte waren Senkungen die vorherrschenden Veränderungen im Krater. Von der PKK-Röhre aus erreichte Lava sechsmal den Ozean während des Jahres 2005 auf mehr als 5 km der Küstenlinie. Zum Jahresende war davon nur noch ein Strom an der Ostseite von Laeʻapuki aktiv, wo sich am 28. November der bisher größte Zusammenbruch (etwa 17,8 Hektar) einer Lavabank während des derzeitigen Ausbruchs ereignete.

## Das ruhige Jahr 2006

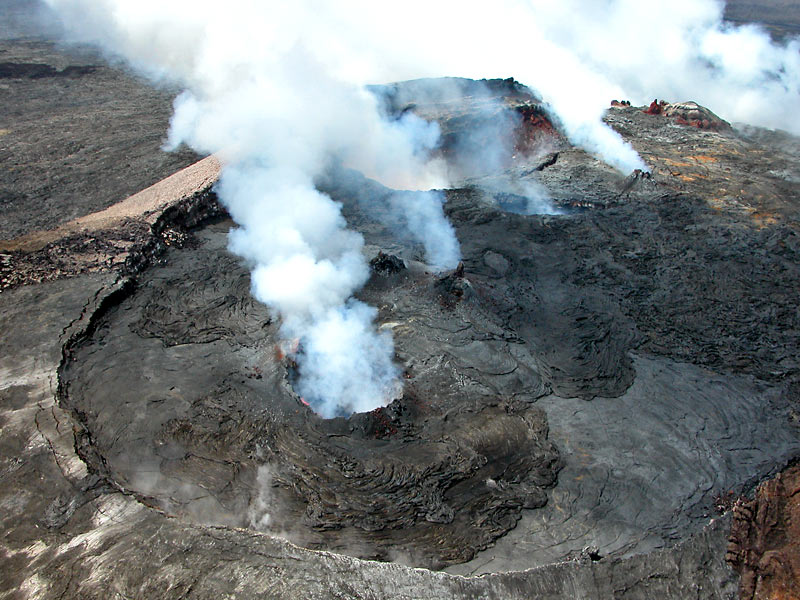
Blick auf den Krater des Puʻu ʻŌʻō von Westen im April 2006

Im Jahr 2006 ereigneten sich keine besonders spektakulären Veränderungen. Innerhalb des Kraters hielt die relativ ruhige Phase an, die Ende März 2005 begonnen hatte und die vor allem durch moderate Absenkungen gekennzeichnet war.
Die PKK-Röhre speiste einen stetigen Lavafluss in den Ozean, wo der Eintritt an der Ostseite von Laeʻapuki aktiv blieb. Im Mai trennte sich etwa einen Kilometer unterhalb des Puʻu ʻŌʻō der Campout-Strom von der PKK-Röhre und erreichte im August den Ozean an der Ostseite von Kailiili. Ein weiterer Arm des Campout-Stroms erreichte im späten Dezember die Küste bei Kamokuna, so dass am Ende des Jahres 2006 die Lava an drei Stellen ins Meer floss. Der Strom an der Ostseite von Laeʻapuki war mit über 20 Monaten der bisher am längsten aktive Lavaeintritt in den Ozean und die von ihm gebildete Lavabank erreichte mit etwa 23 Hektar ebenfalls Rekordgröße.

## Die kurze Pause
Nachdem im Juni 2007 immer weniger Lava im Bereich des Puʻu ʻŌʻō festgestellt wurde, meldete das Hawaiian Volcano Observatory vom 21. Juni bis 1. Juli eine Pause des Ausbruchs. Vom 2. bis 14. Juli wurde ein Lavasee im Krater des Puʻu ʻŌʻō beobachtet, weitere Aktivitäten an verschiedenen Stellen folgten. Am 21. Juli begannen Spaltenausbrüche östlich des Kraters bis zum Kūpaianaha.

## Pāhoa in Gefahr

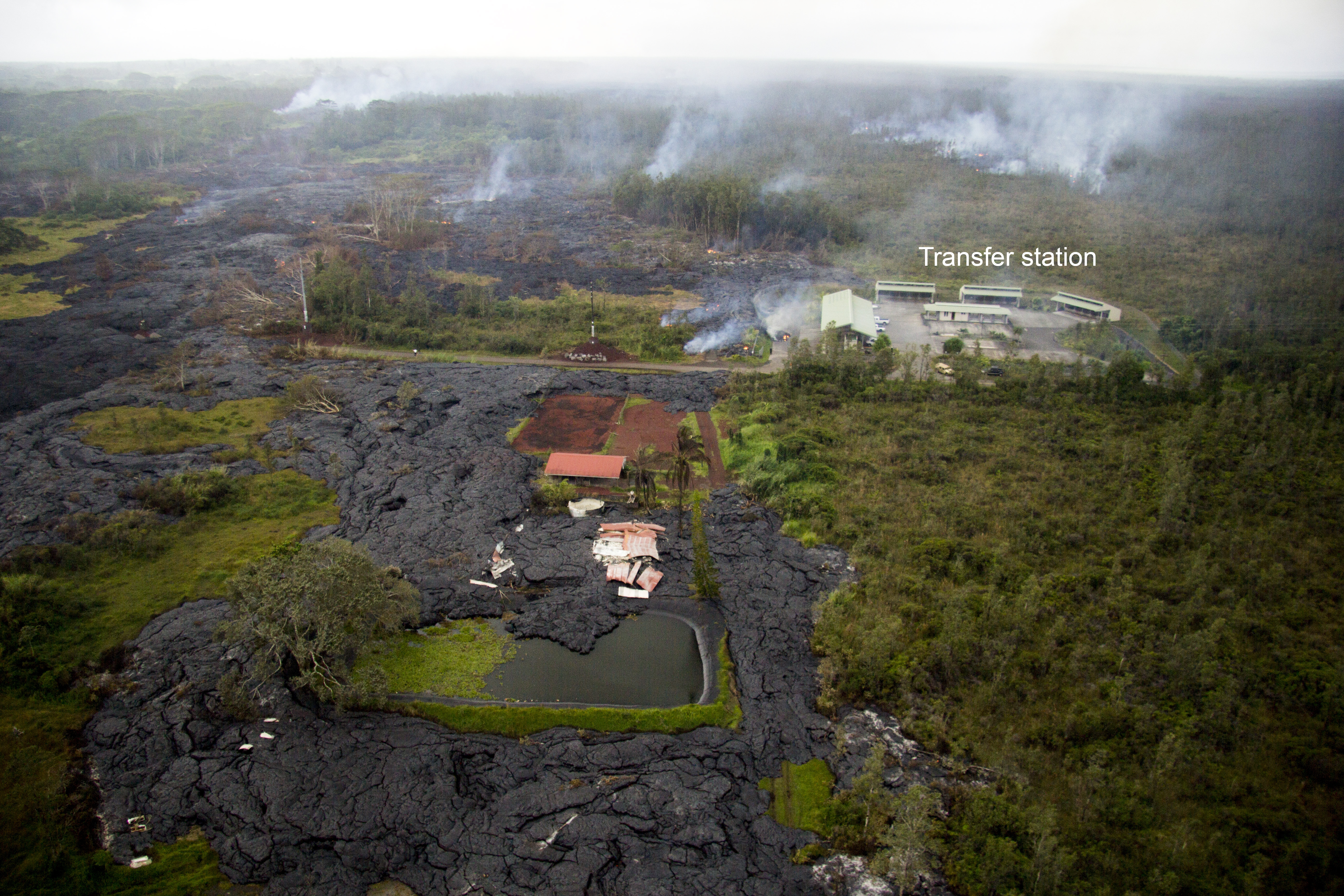
Lava an der Müllumschlagstation in Pāhoa und zerstörtes Haus (12. November 2014)

Am 27. Juni 2014 begann ein Lavastrom zu fließen, der diesmal in nordöstlicher Richtung floss. Bis Ende Oktober hatte er eine Strecke von mehr als 17 km zurückgelegt. Am 26. Oktober unterbrach er die Apaʻa Street und floss einen Tag später durch den Friedhof von Pāhoa. Am 28. Oktober erreichte er die Ortschaft, erste Häuser standen vor der Zerstörung.
Der Lavastrom vom 27. Juni 2014 blieb bis Anfang Juni 2016 aktiv und es kam vor allem im Februar und März noch einmal zu flächenmäßig größeren Austritten von Lava an den Seiten des Feldes.

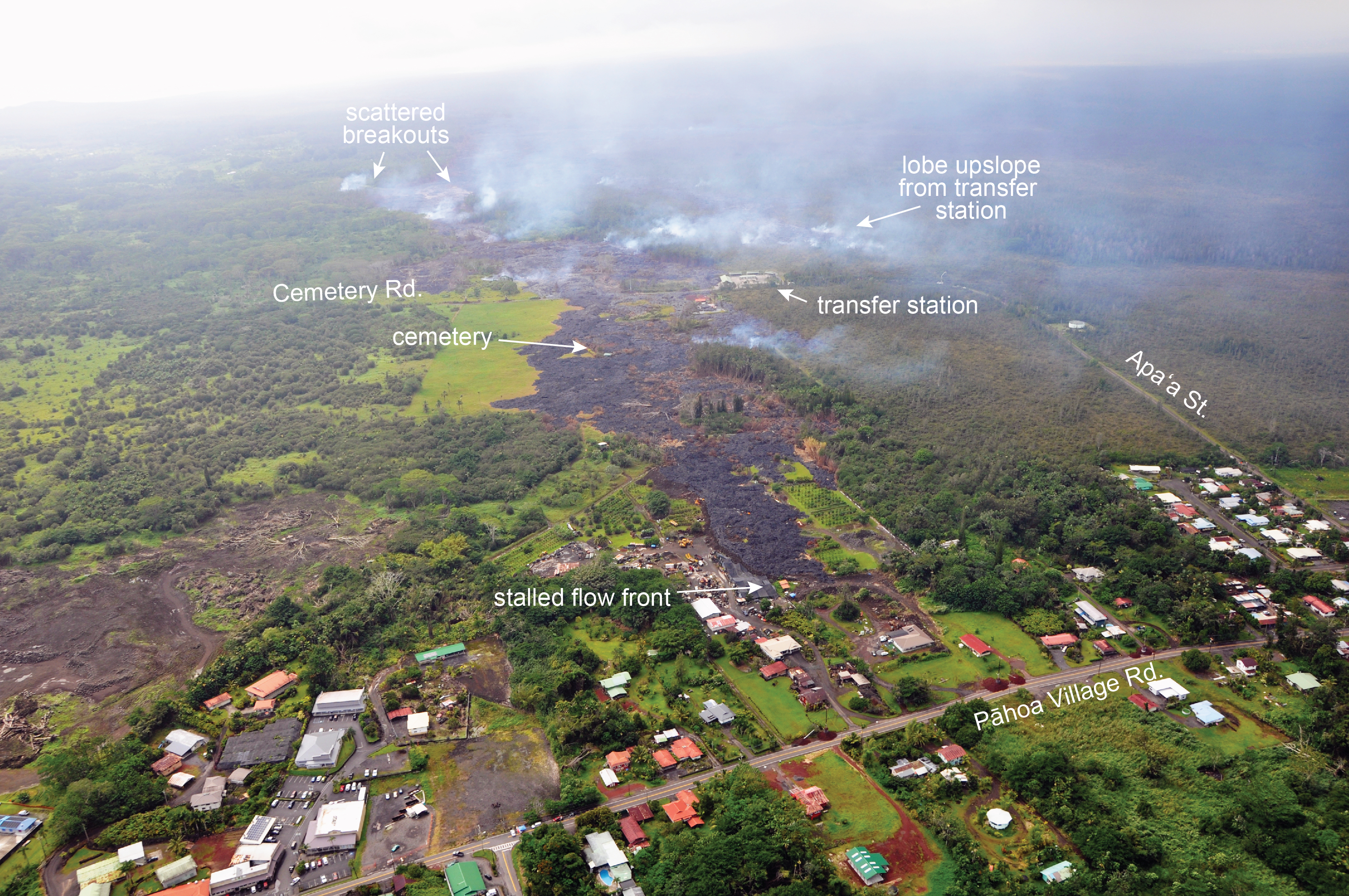
Lava in Pāhoa am 14. November 2014
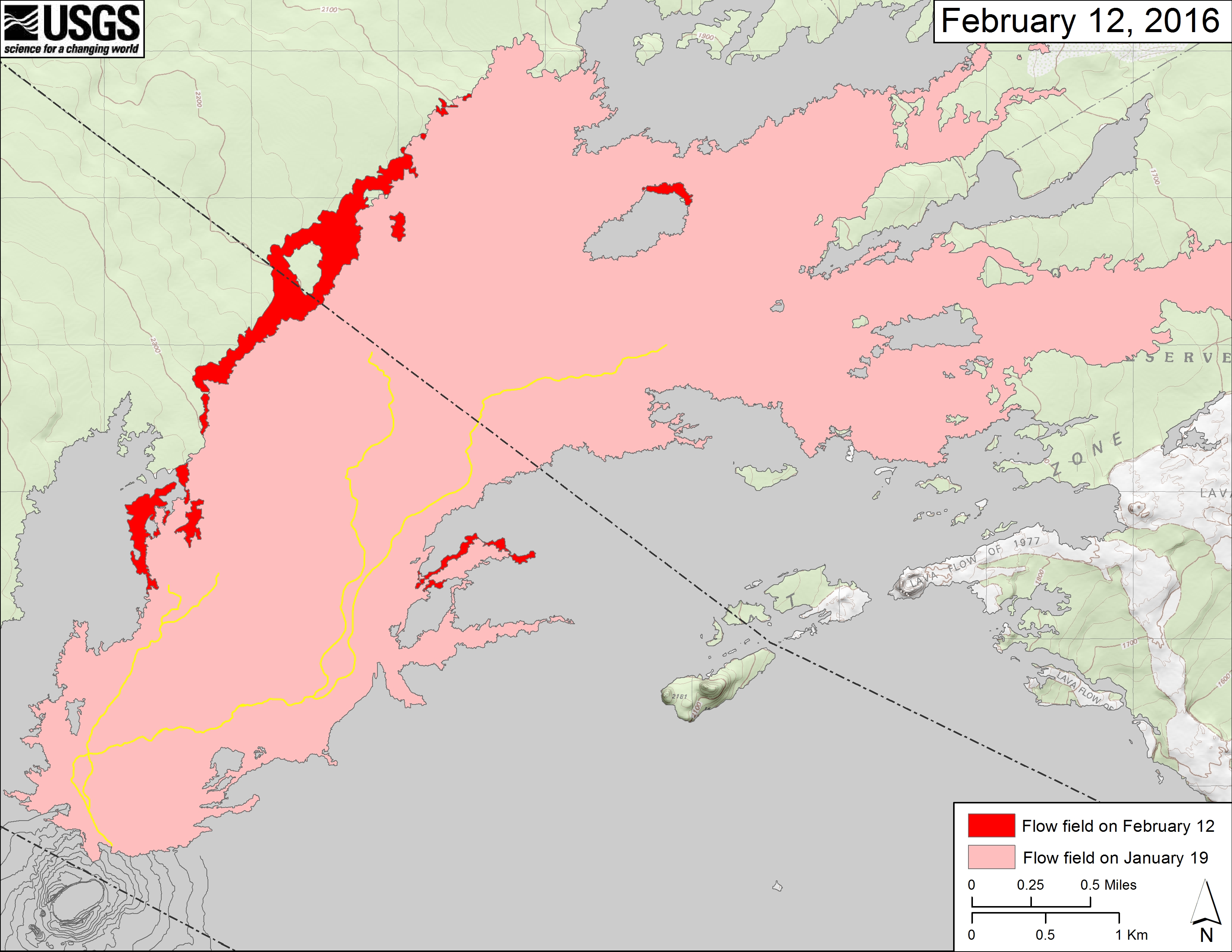
Karte vom 12. Februar 2016
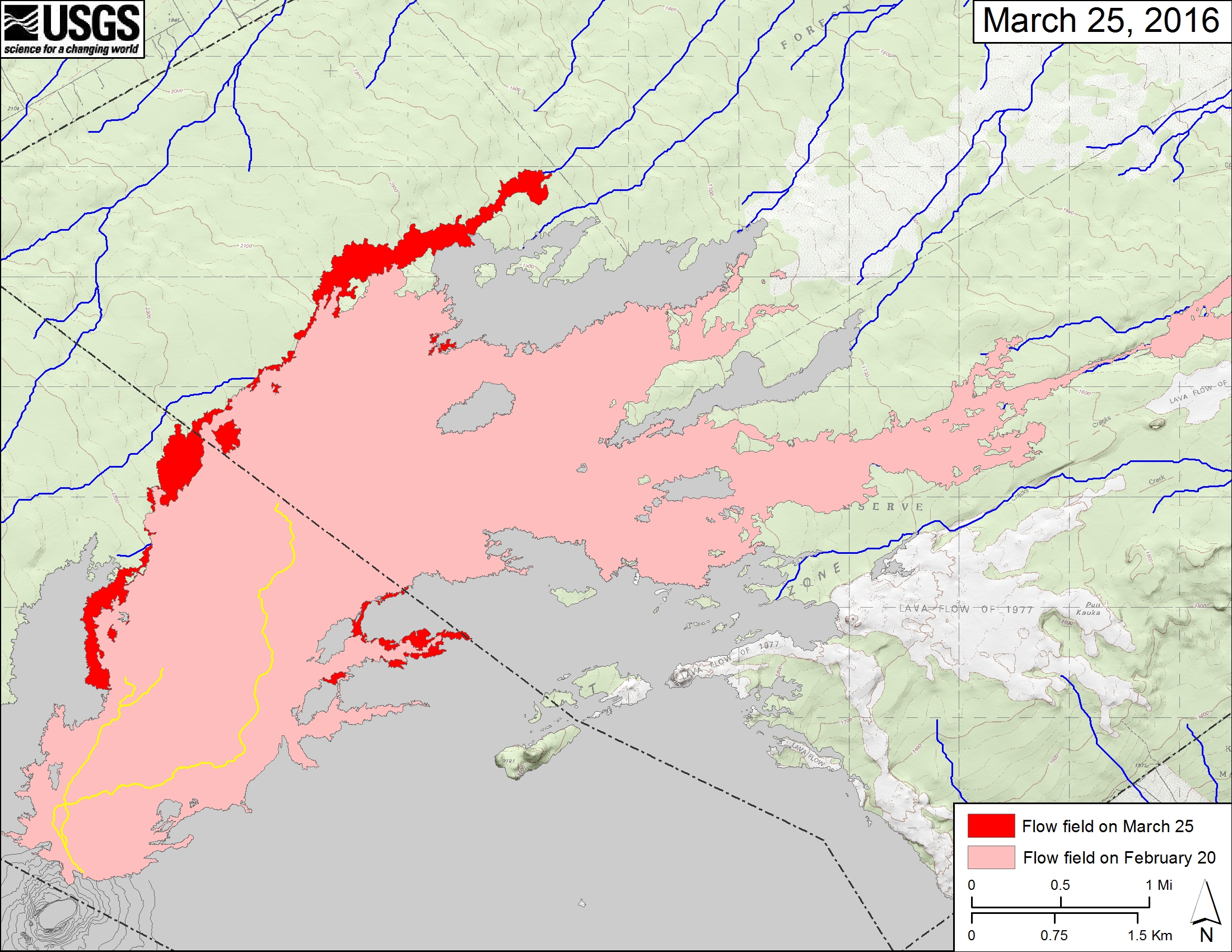
Karte vom 25. März 2016

## Verlagerung des Lavastroms in Richtung Pazifik

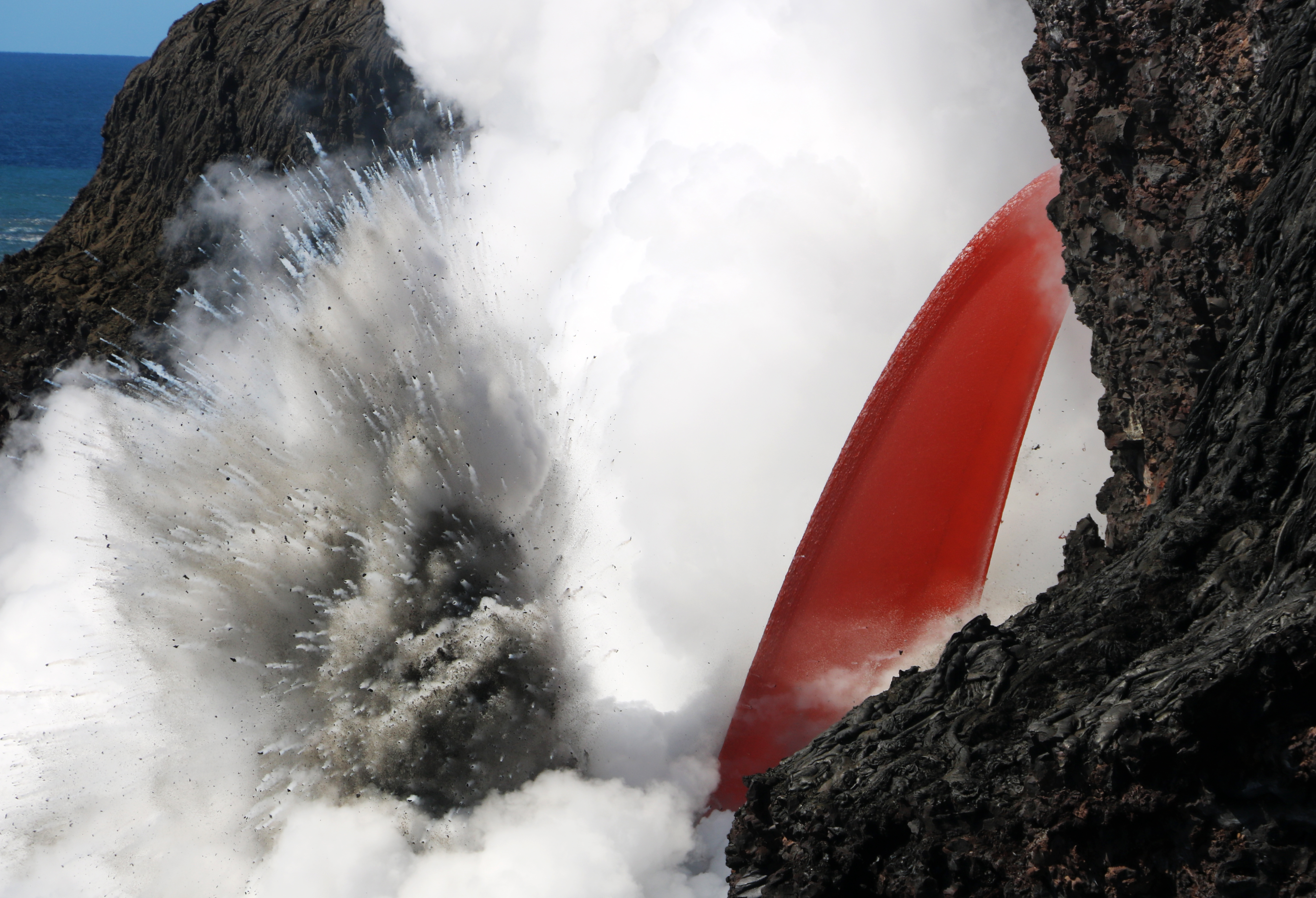
Lavastrom im Lavadelta von Kamokuna im Januar 2017

Nach einer kurzen Periode vom 24. Mai 2016 bis Anfang Juni, in der sowohl in nördlicher als auch östlicher Richtung Lava austrat, wurde am 10. Juni deutlich, dass der Lavastrom vom 27. Juni 2014 inaktiv geworden war und sich frische Lava nur noch in Richtung Ozean bewegte, der am 26. Juli im Bereich des ehemaligen Strandes Kamokuna erreicht wurde.
Am 31. Dezember 2016 kollabierten große Teile des instabilen Lavadeltas von Kamokuna.

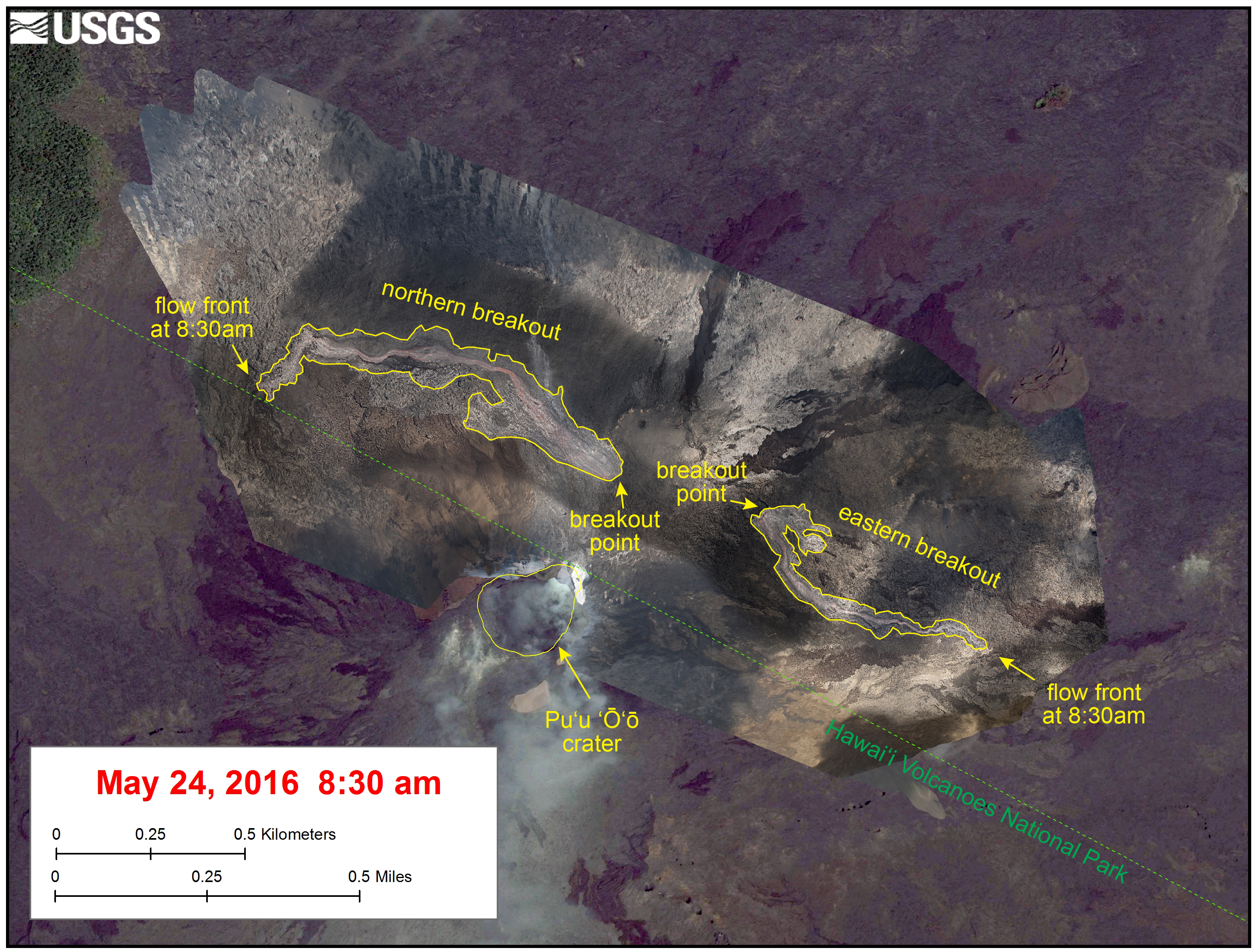
Karte vom 24. Mai 2016
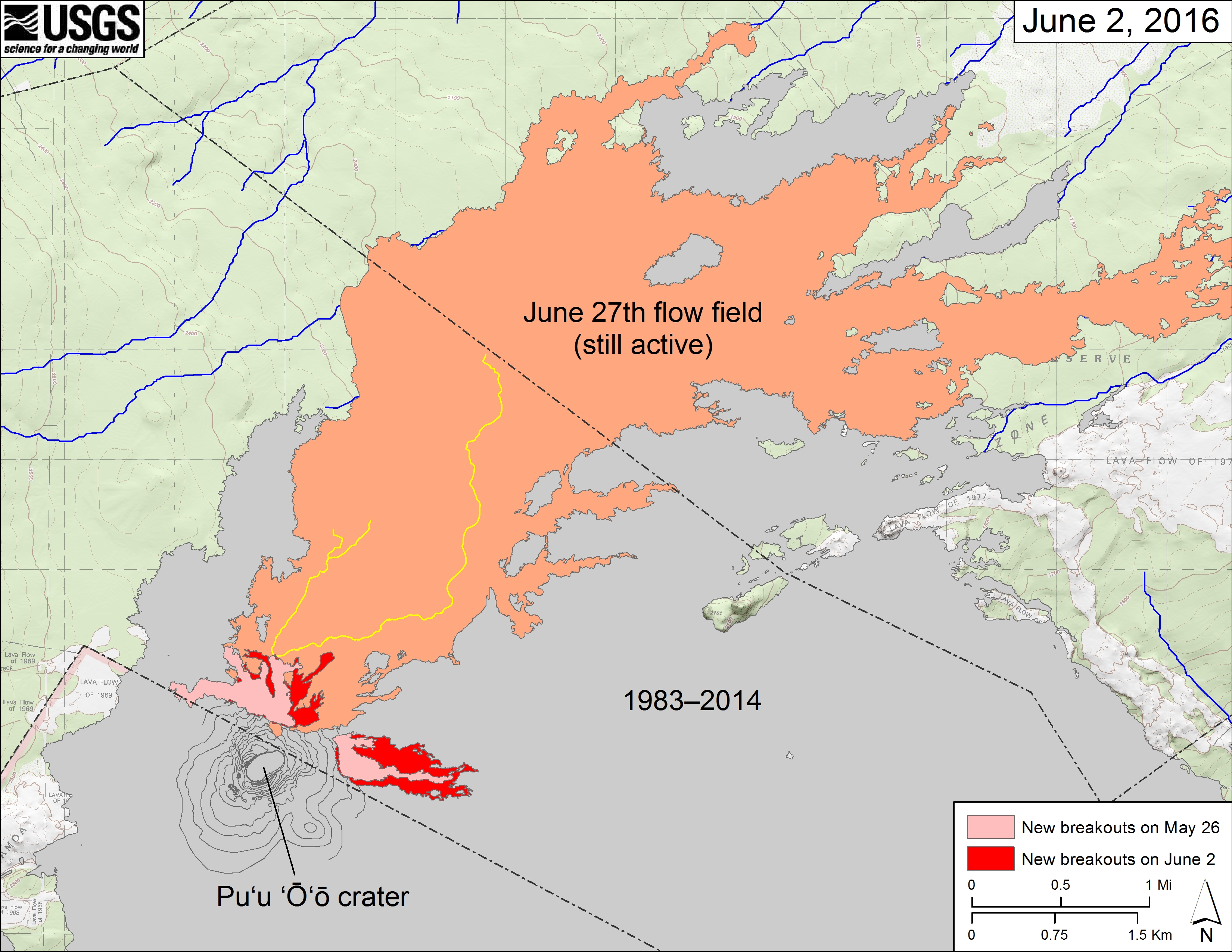
Karte vom 2. Juni 2016
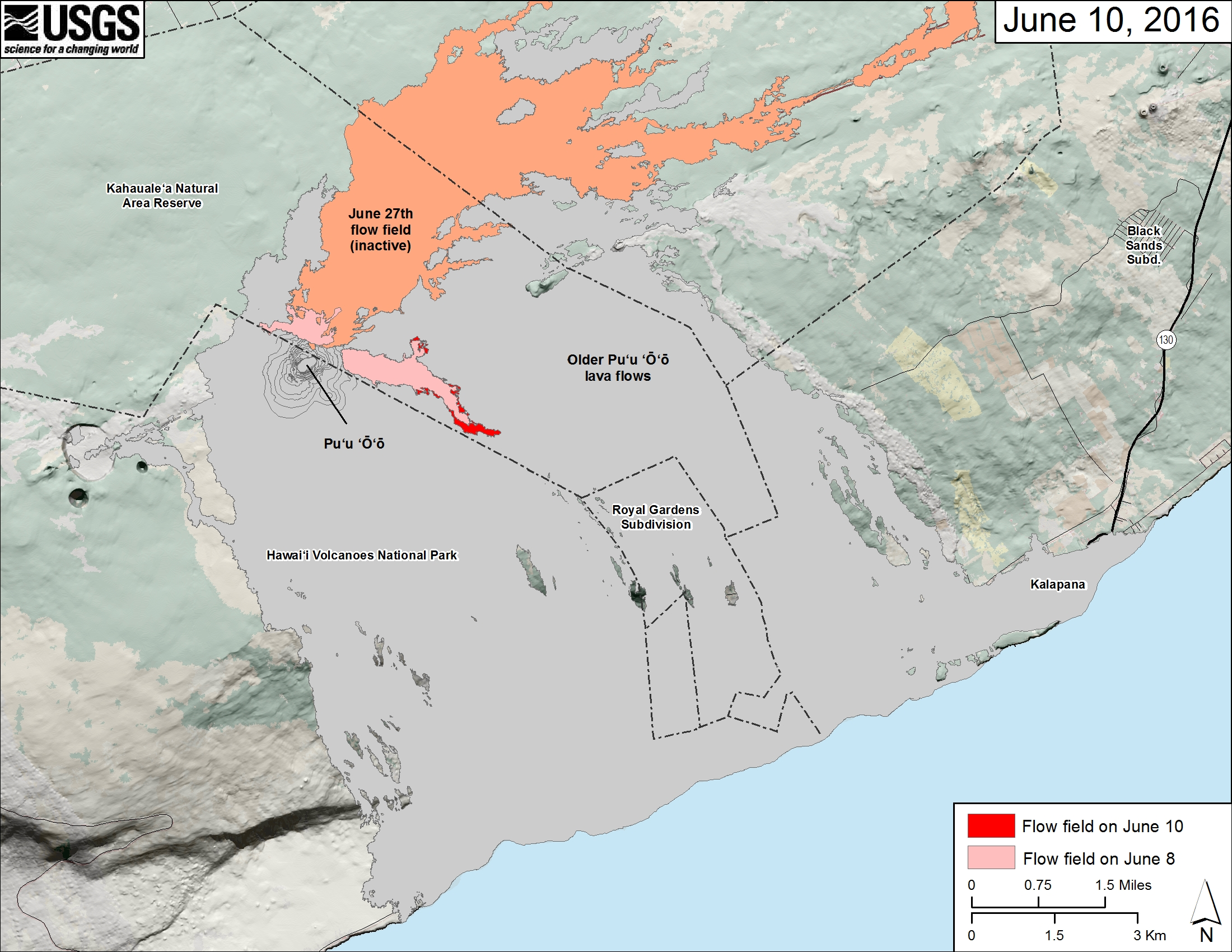
Karte vom 10. Juni 2016
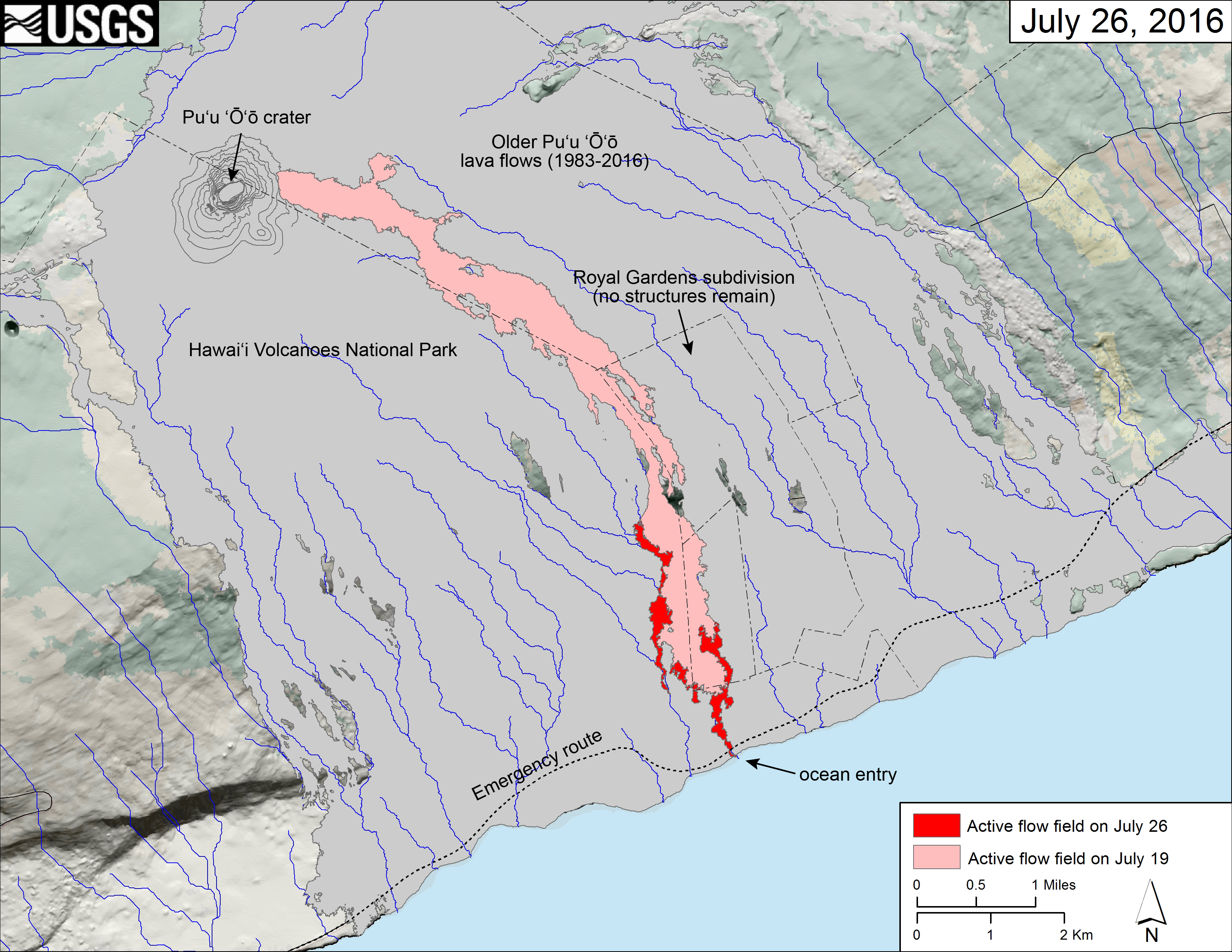
Karte vom 26. Juli 2016
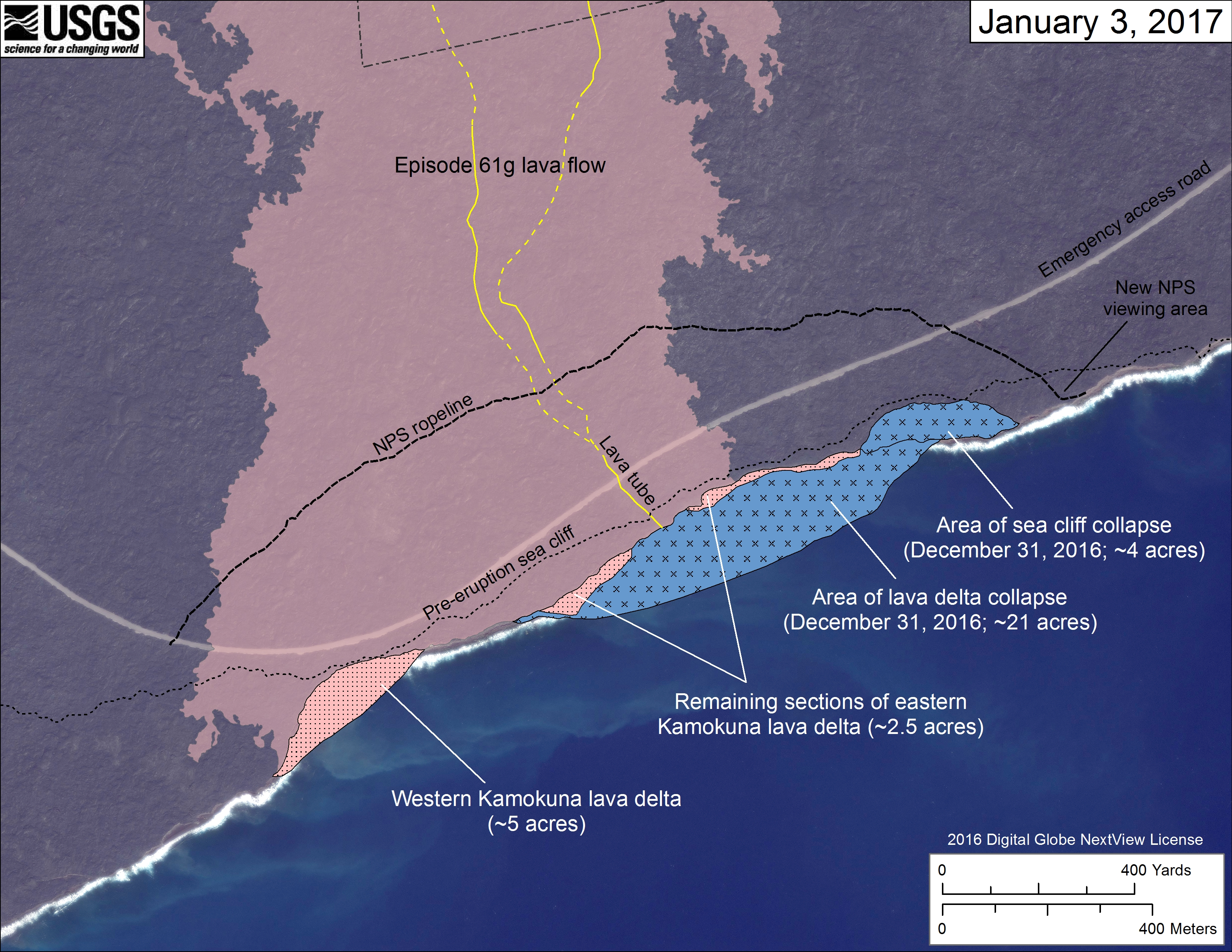
Karte vom 3. Januar 2017

## Spaltenausbruch in Leilani Estates 2018
Nach einer verstärkten Erdbebenaktivität seit Ende April und dem Einbruch des Kraterbodens im Pu‘u ‘Ō‘ō am 30. April (Ortszeit) begannen am 3. Mai 2018 (Ortszeit) Spalteneruptionen in Leilani Estates (Puna-Distrikt). Sie wurden von weiteren Erdbeben begleitet, von denen das stärkste die Magnitude 6,9 erreichte – die heftigste Erschütterung auf Hawaiʻi seit dem Jahr 1975 (7,1), als 2 Tote zu beklagen waren. Noch am 3. Mai wurden 1700 Personen behördlich aufgefordert, das Gebiet zu verlassen. Weiteren 10.000 Bewohnern des Puna-Distrikts wurde empfohlen, es vorsorglich zu verlassen. Zudem wurde der Notstand ausgerufen.

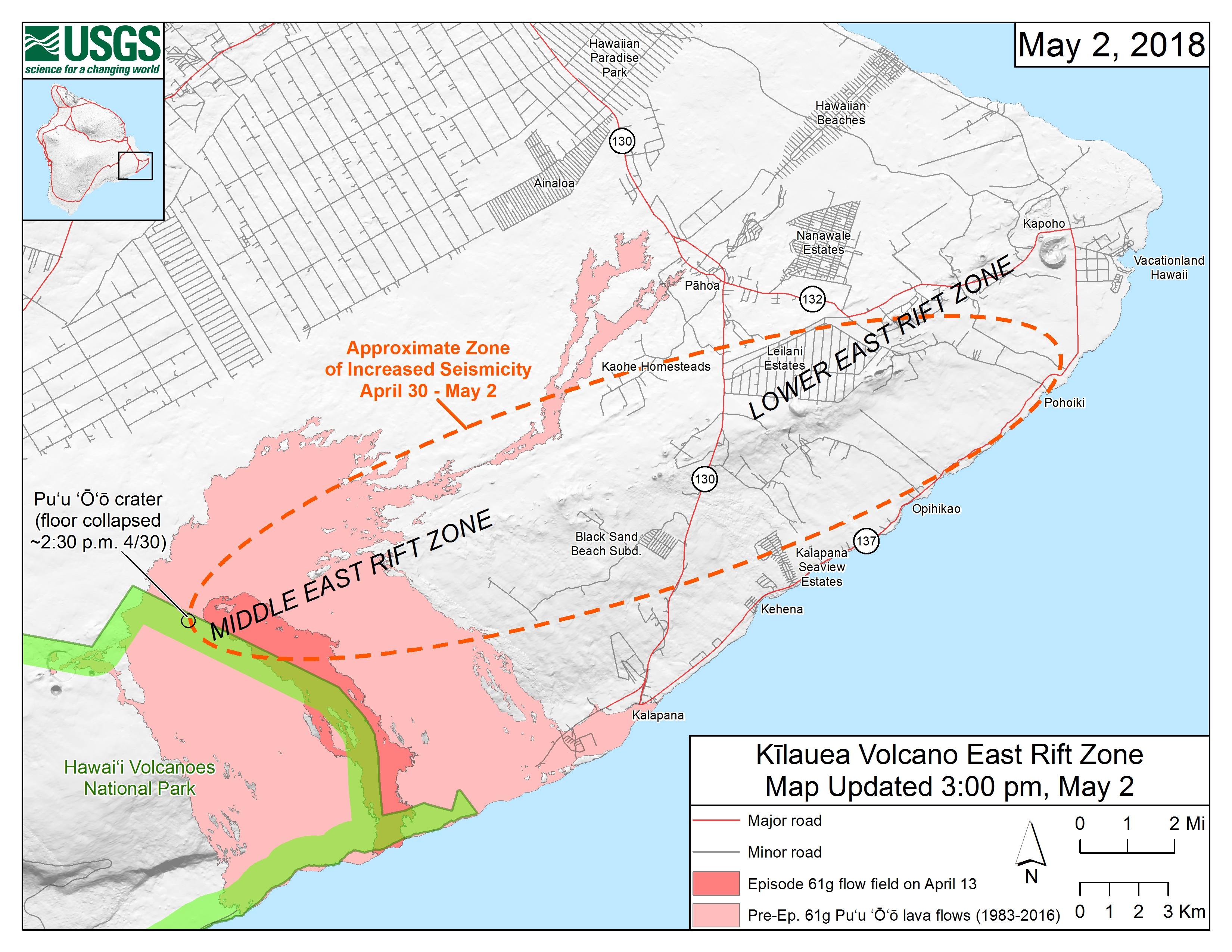
Karte der Erdbebenaktivität entlang der östlichen Bruchzone des Kīlauea (2. Mai 2018)
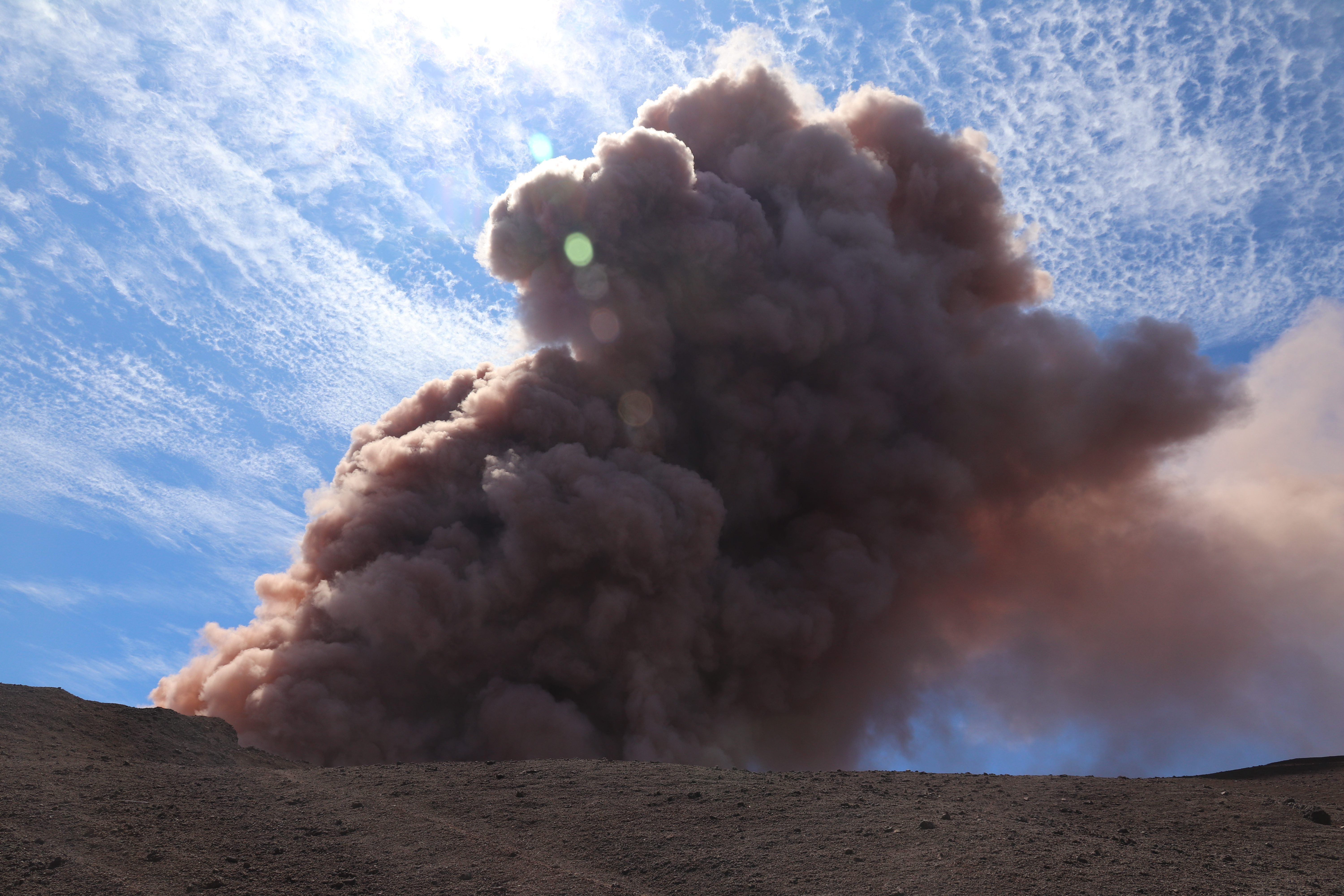
Aschewolke nach dem Einbruch des Kraterbodens im Pu‘u ‘Ō‘ō
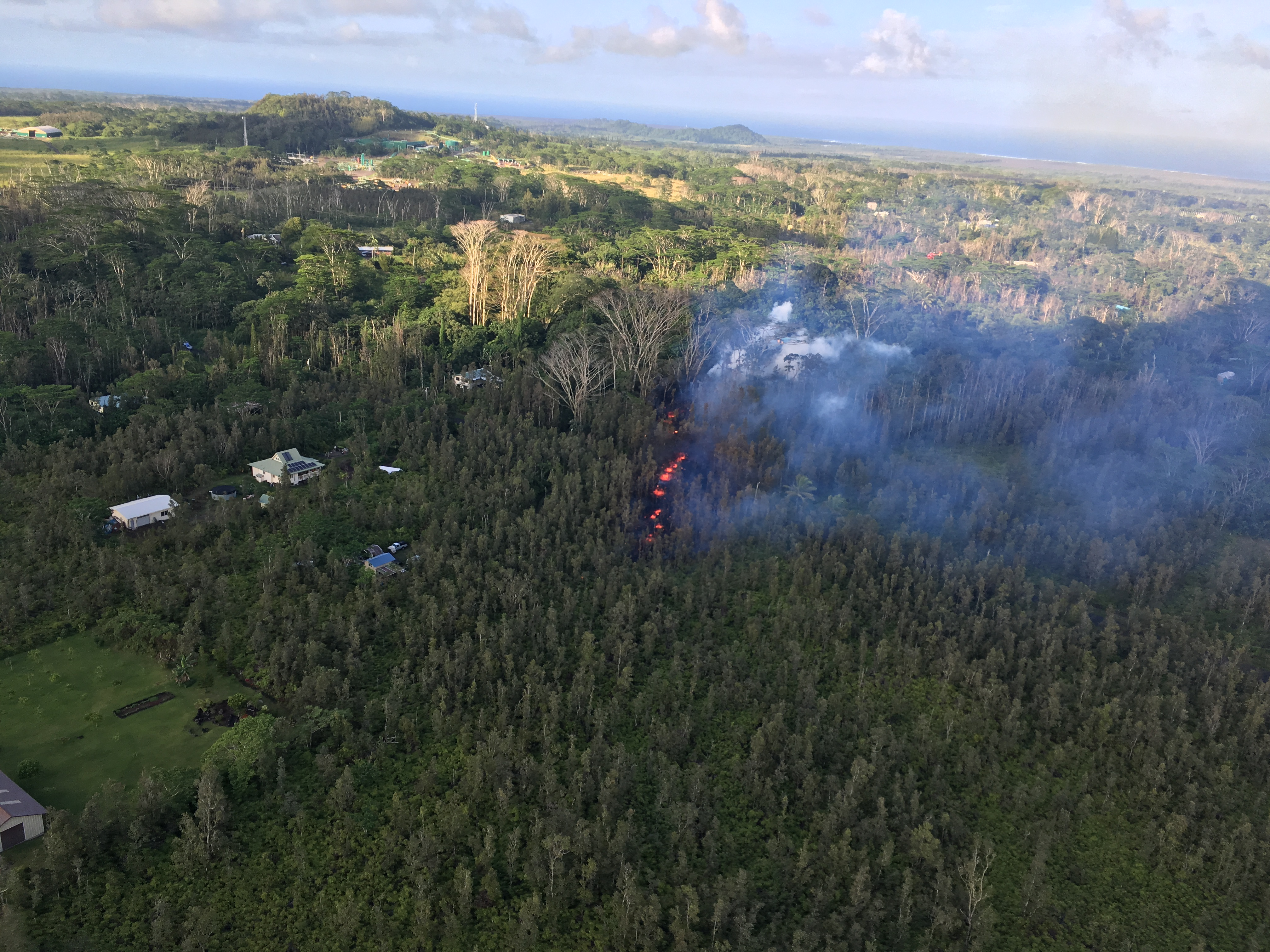
Luftaufnahme vom Spaltenausbruch in Leilani Estates (3. Mai 2018)
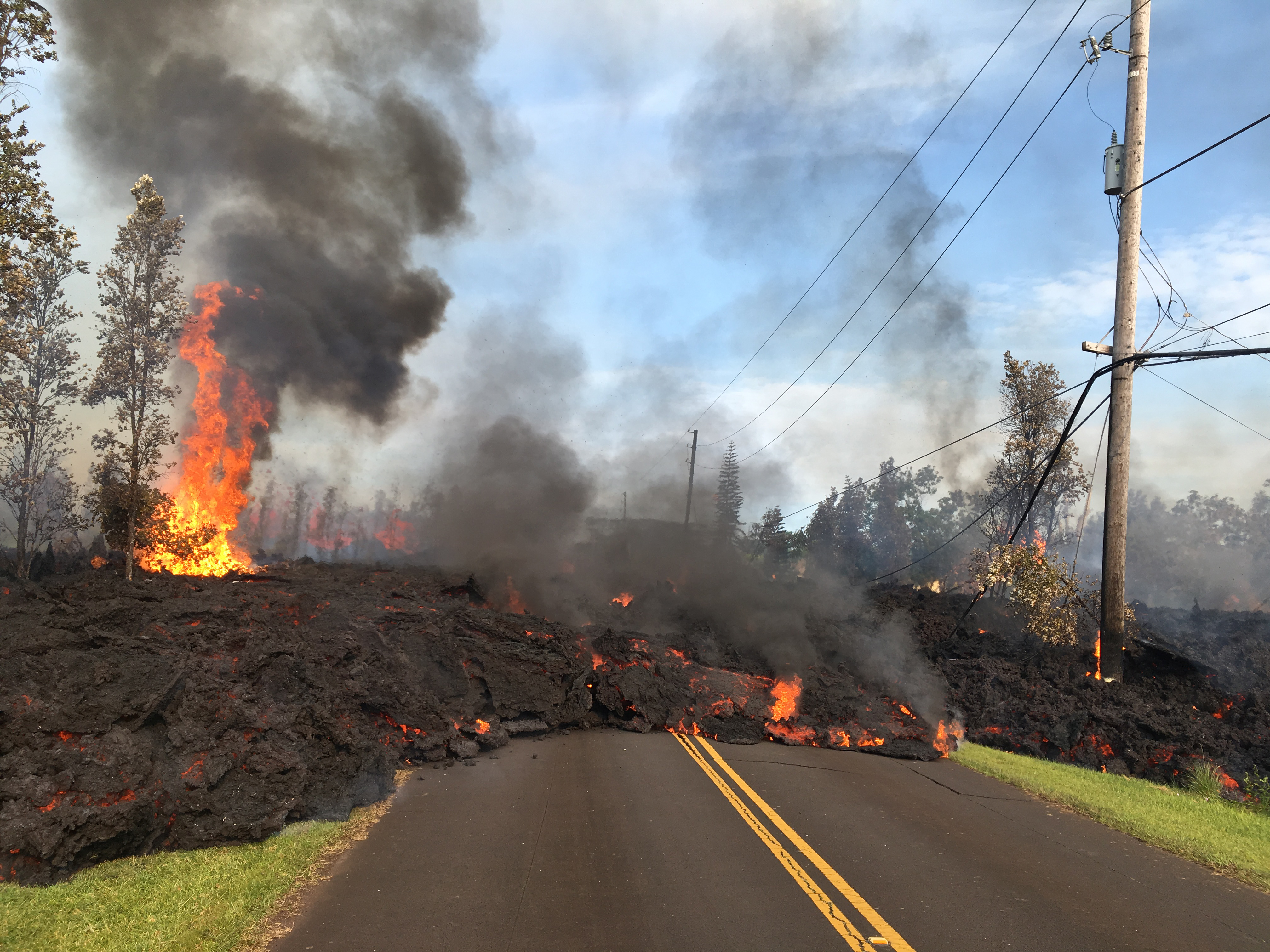
Lava aus einer Spalte erreicht den nordöstlichen Teil der Hoʻokāpu Street in Leilani Estates (5. Mai 2018)
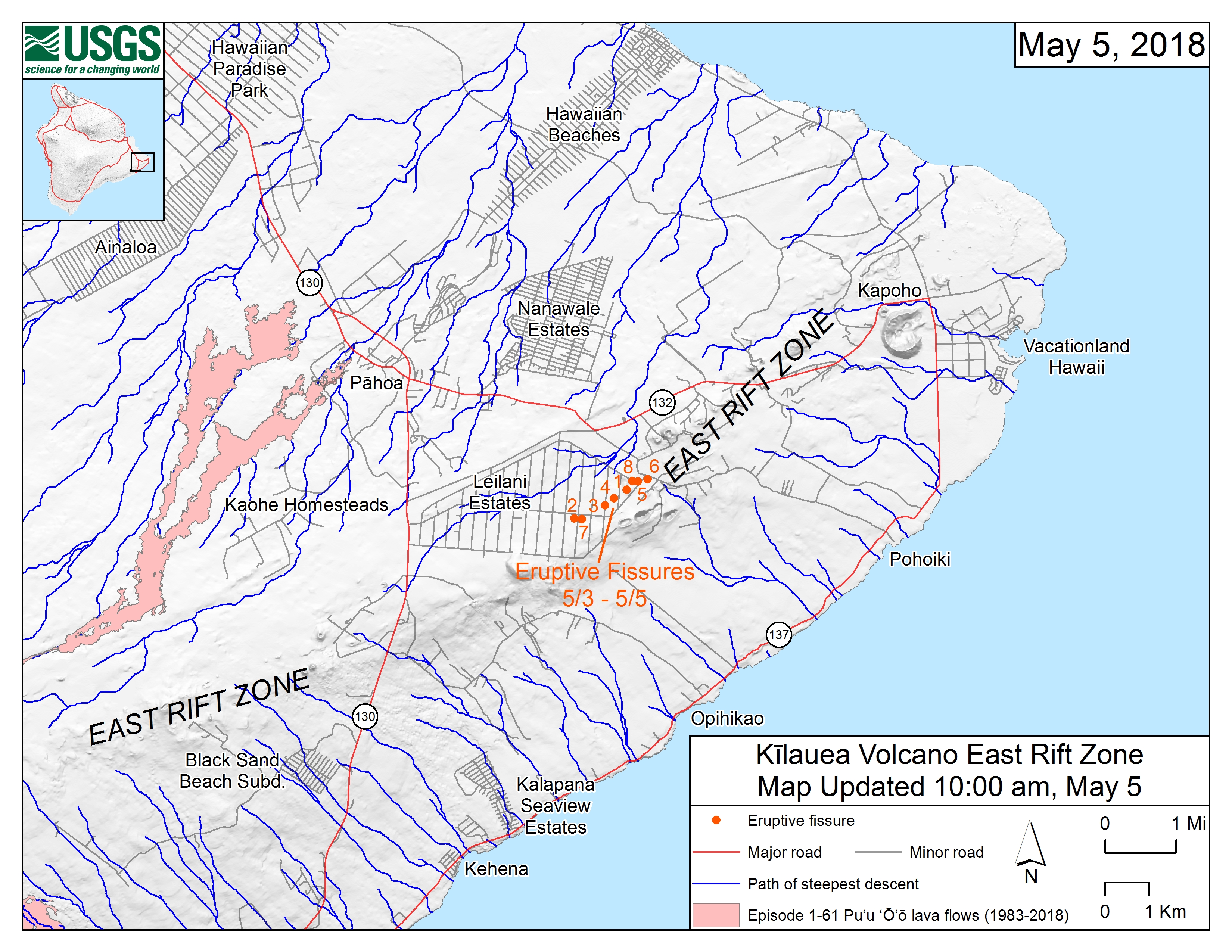
Karte der aktiven Spalten (5. Mai 2018)

Im Zusammenhang mit den Erdbeben und dem Vordringen von Magma in der Bruchzone veröffentlichte das Hawaiian Volcano Observatory einige Fakten, nach denen ein befürchteter katastrophaler Abbruch entlang des Hilina-Grabens extrem unwahrscheinlich wäre. In der zweiten Maihälfte nahm die Aktivität der Spaltenausbrüche zu, offensichtlich nachdem heißeres Magma aus dem Puʻu ʻŌʻō bis zu den Spalten gelangt war. Am 19. Mai verschmolzen einige Spalten miteinander und erzeugten Lavafontänen sowie mehrere Lavaströme, die zum Teil Waldbrände in der Malama Kī Forest Reserve verursachten und noch am gleichen Abend nach Überquerung der Küstenstraße Hawaiʻi State Route 137 das Meer im Bereich der Malama flats unweit des MacKenzie State Recreation Area erreichten. Am 22. Mai wurde gemeldet, dass Lava auch das Gelände des Geothermiekraftwerks Puna Geothermal Venture (PGV) erreichte, das bereits kurz nach Beginn des Spaltenausbruchs geschlossen worden war.

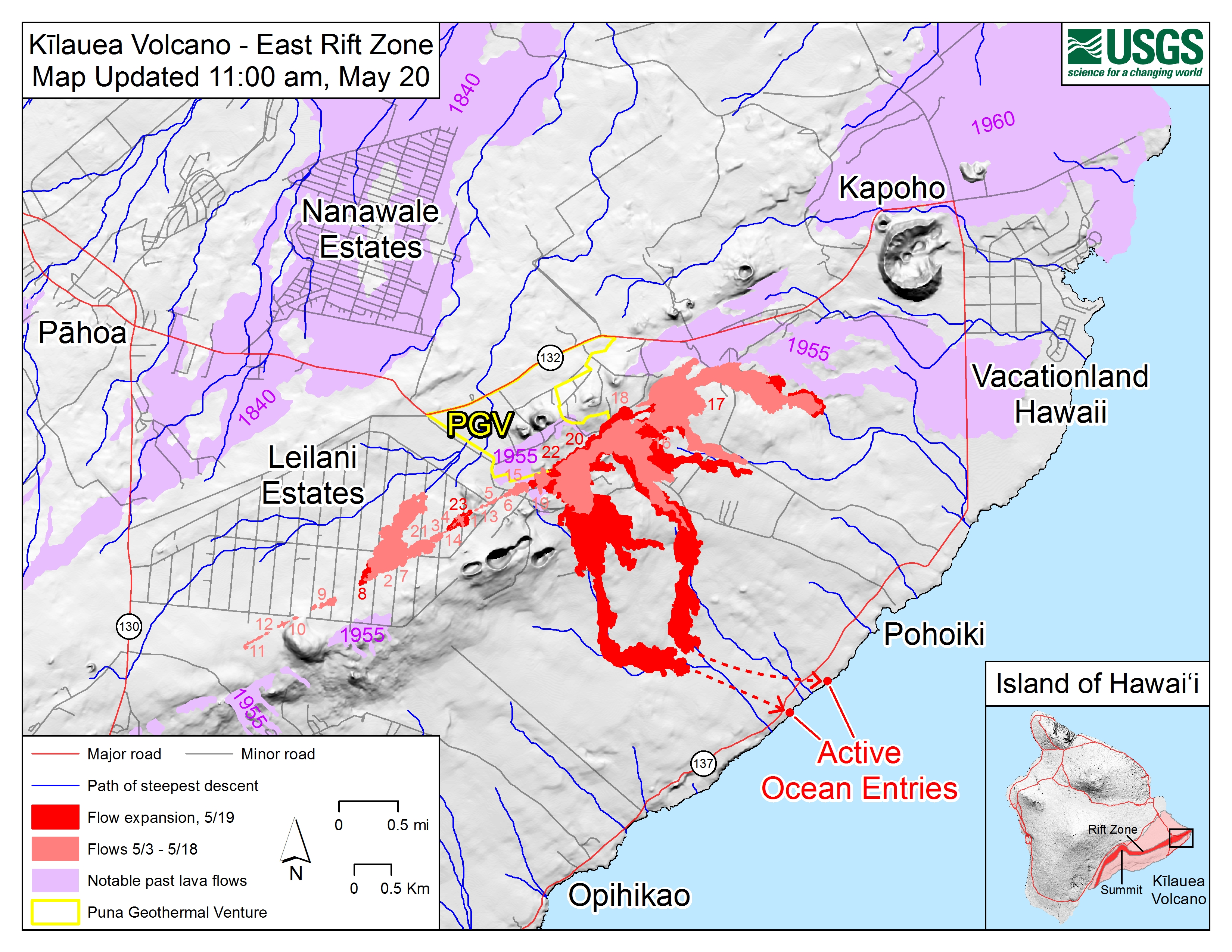
Karte der östlichen Grabenzone des Kīlauea am 20. Mai
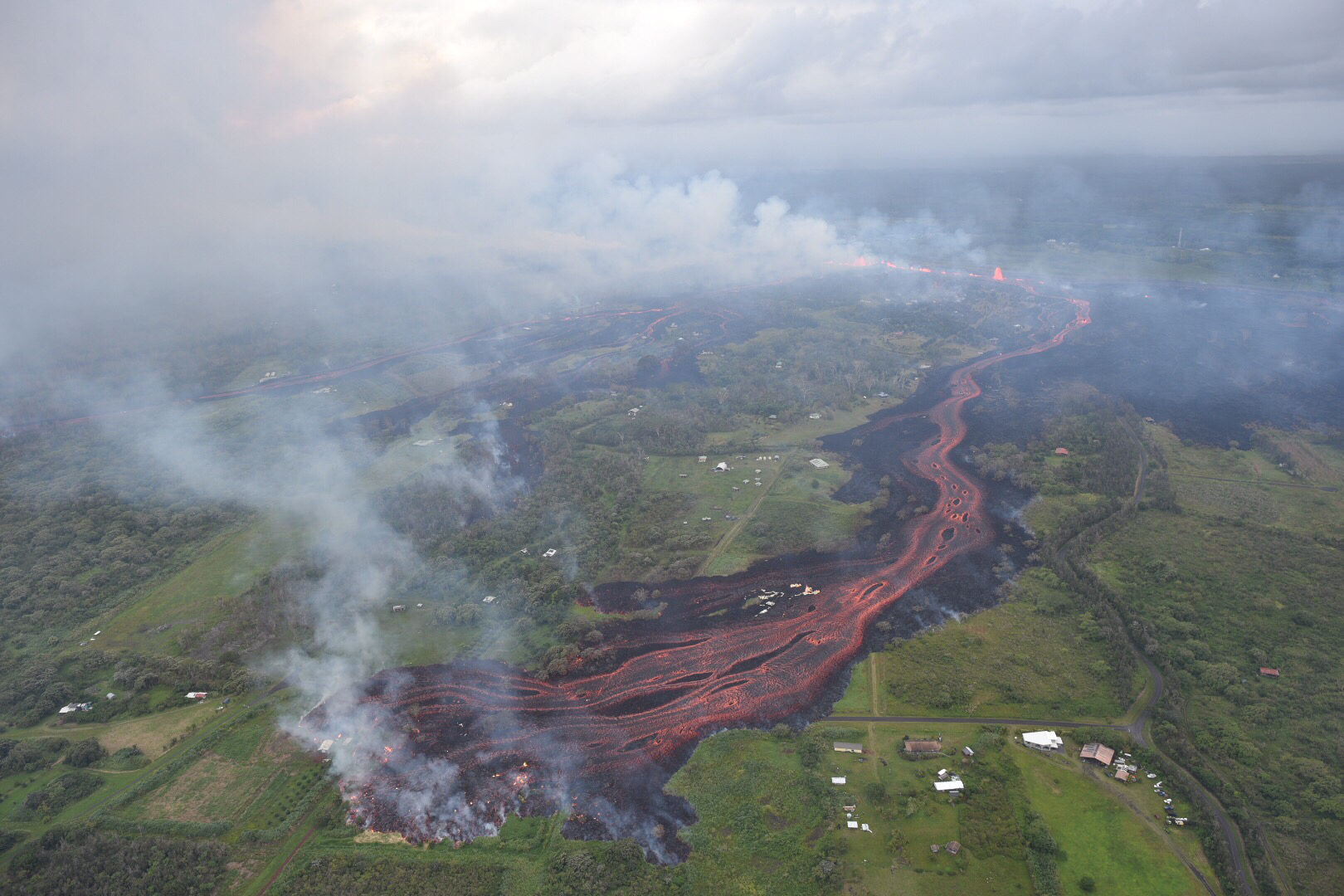
Lava fließt aus der länglichen Spalte 16-20
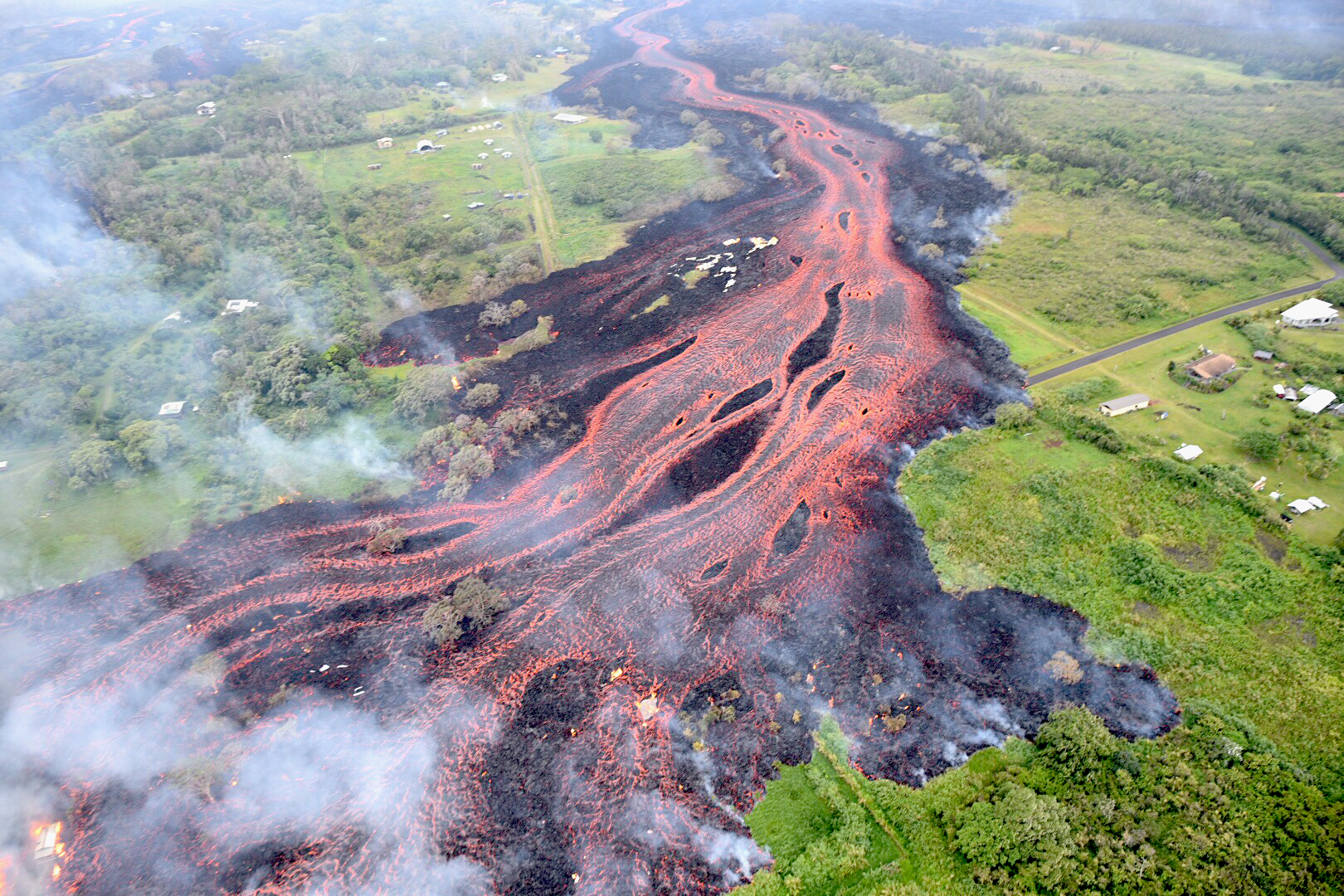
ʻAʻā-Lava aus den Spalten 16-20
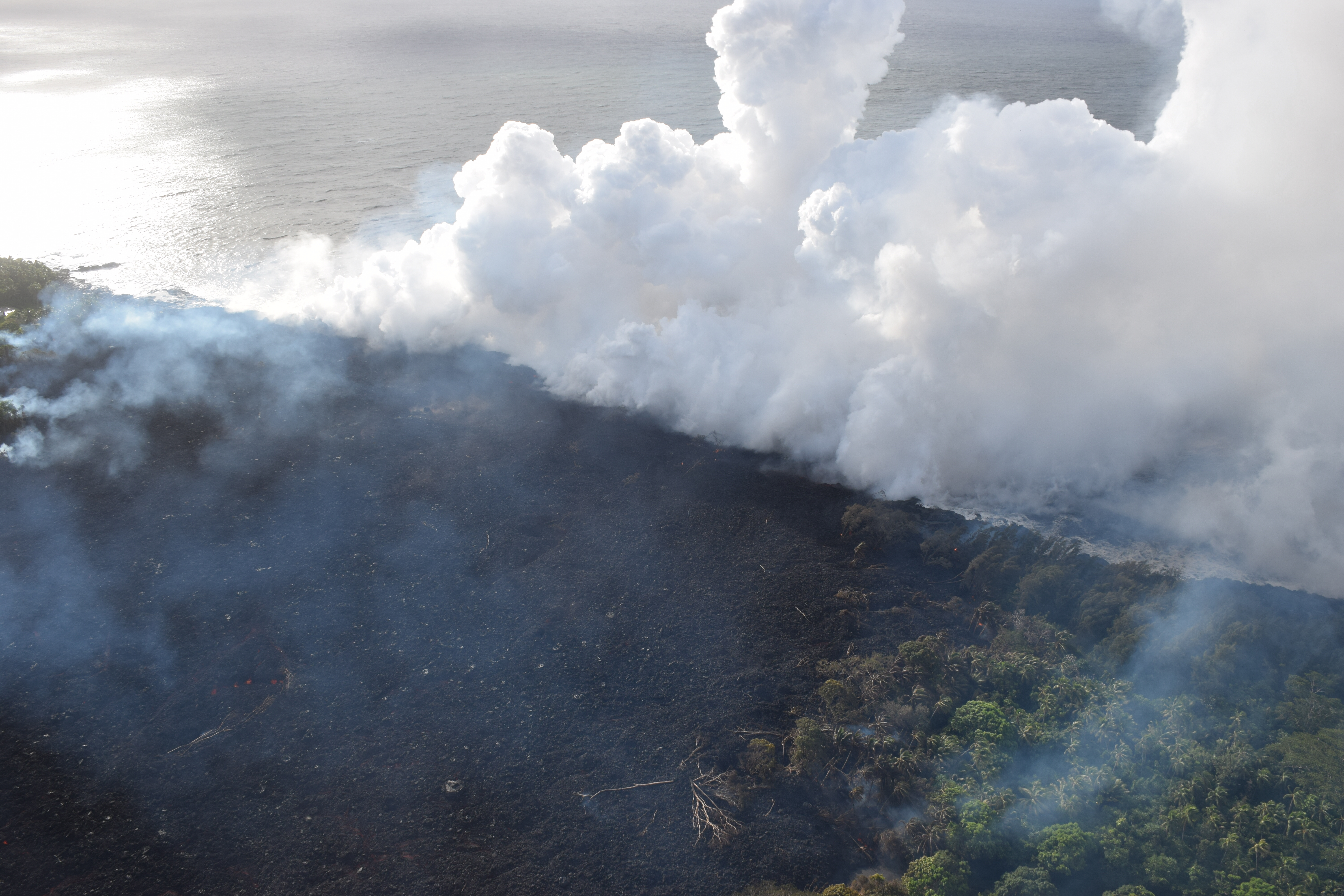
Lava erreicht das Meer an zwei Stellen
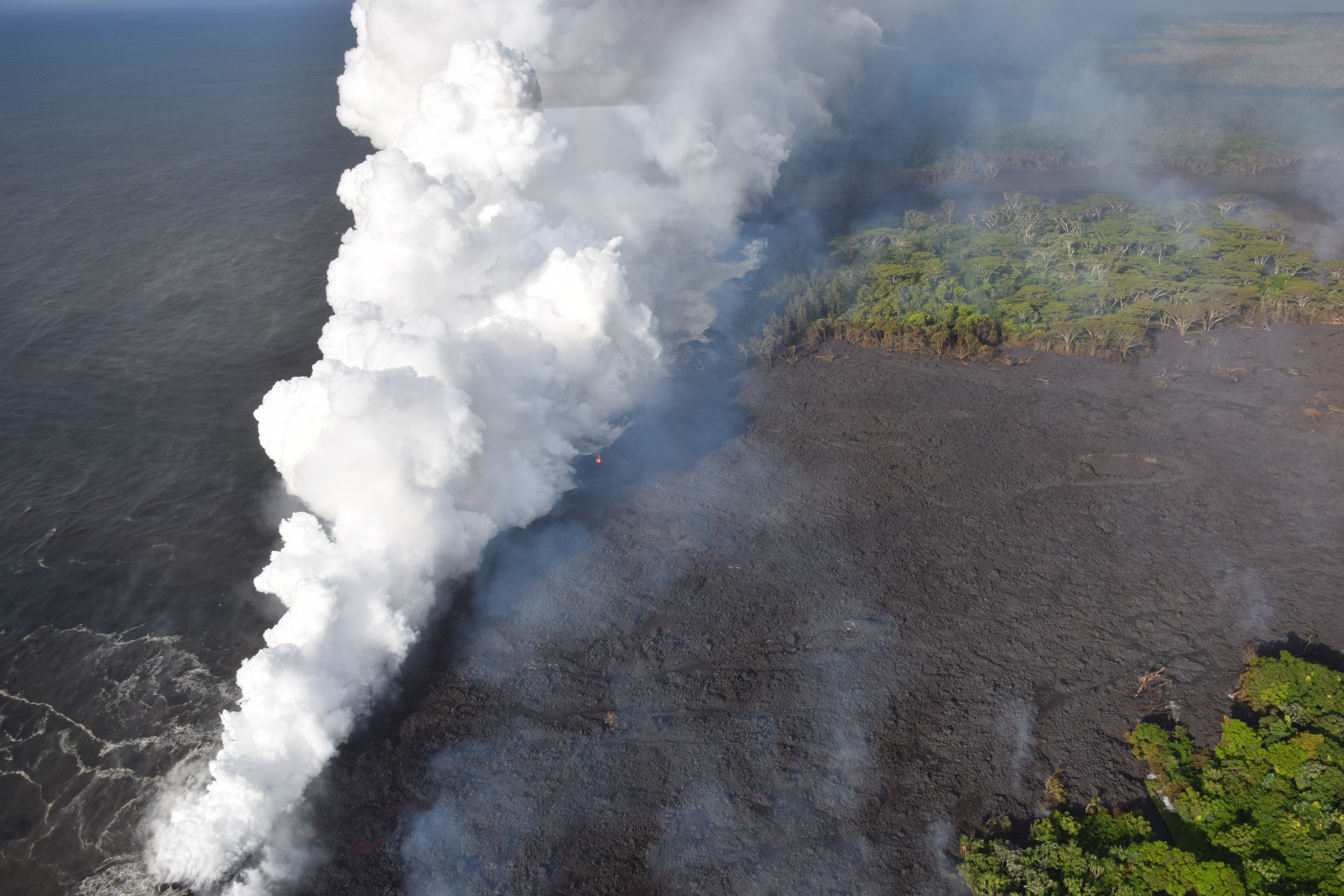
Dampfwolke am Ozeaneintritt der Lava
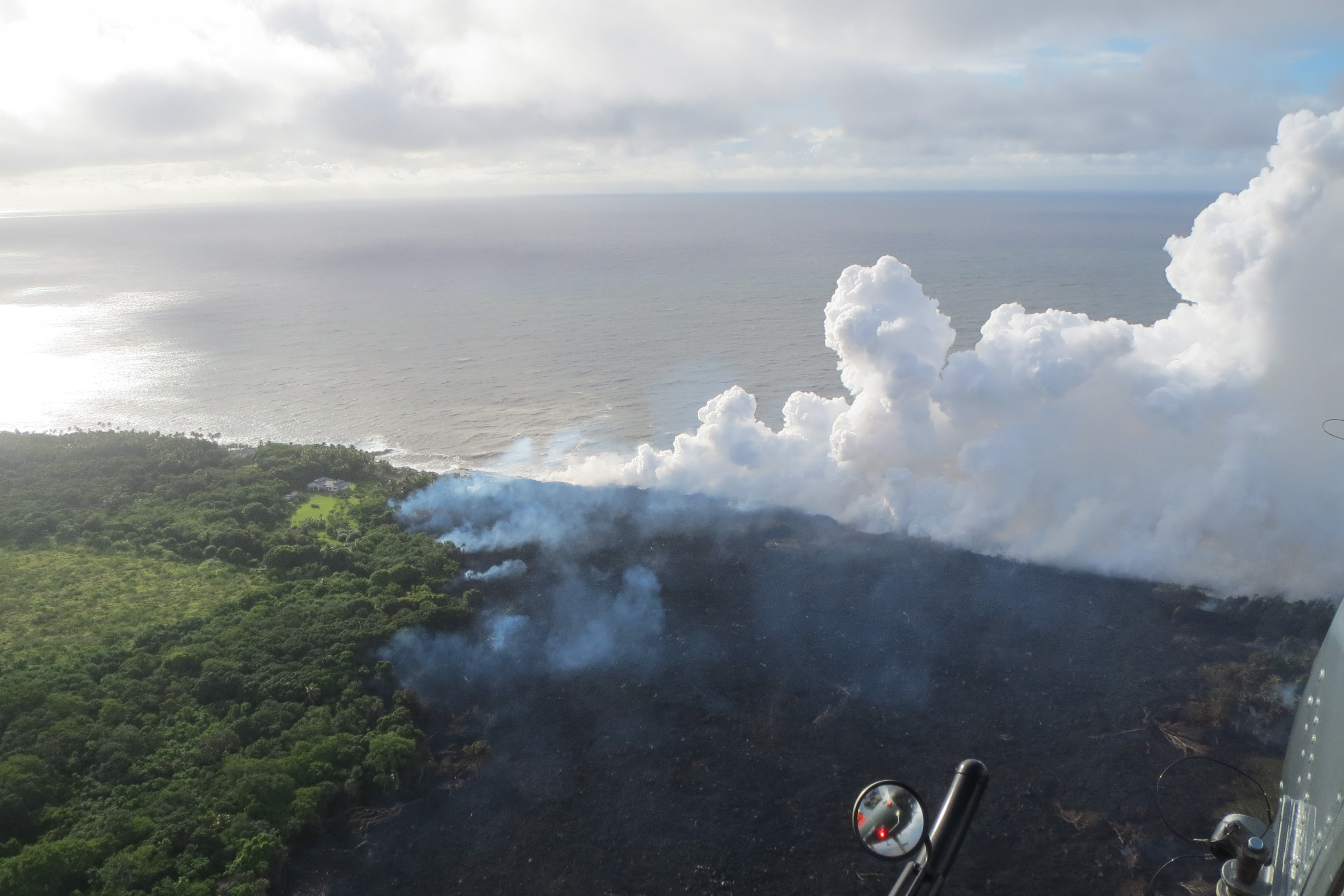
Ozeaneintritt und Waldbrände
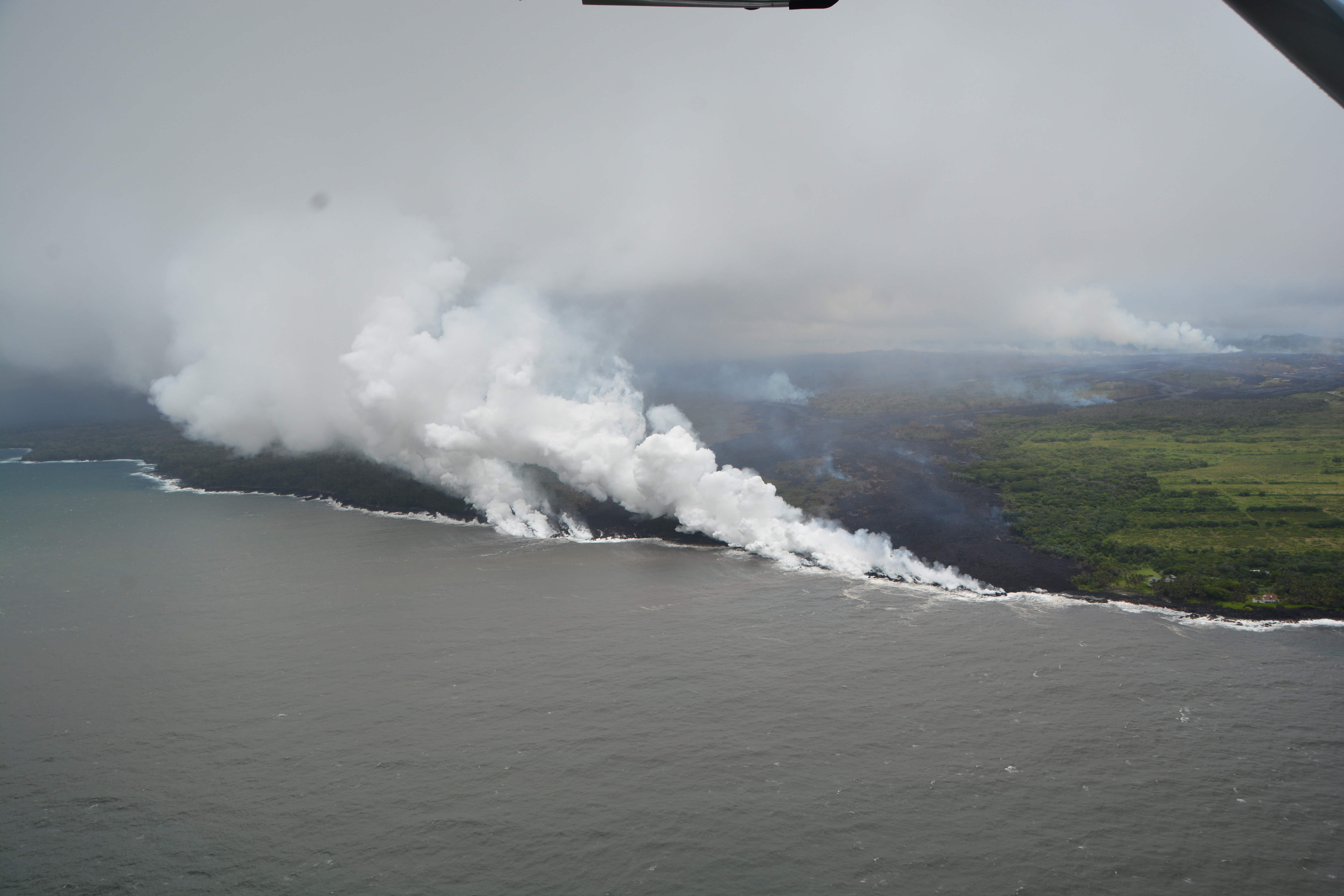
Küstenabschnitt des Ozeaneintritts
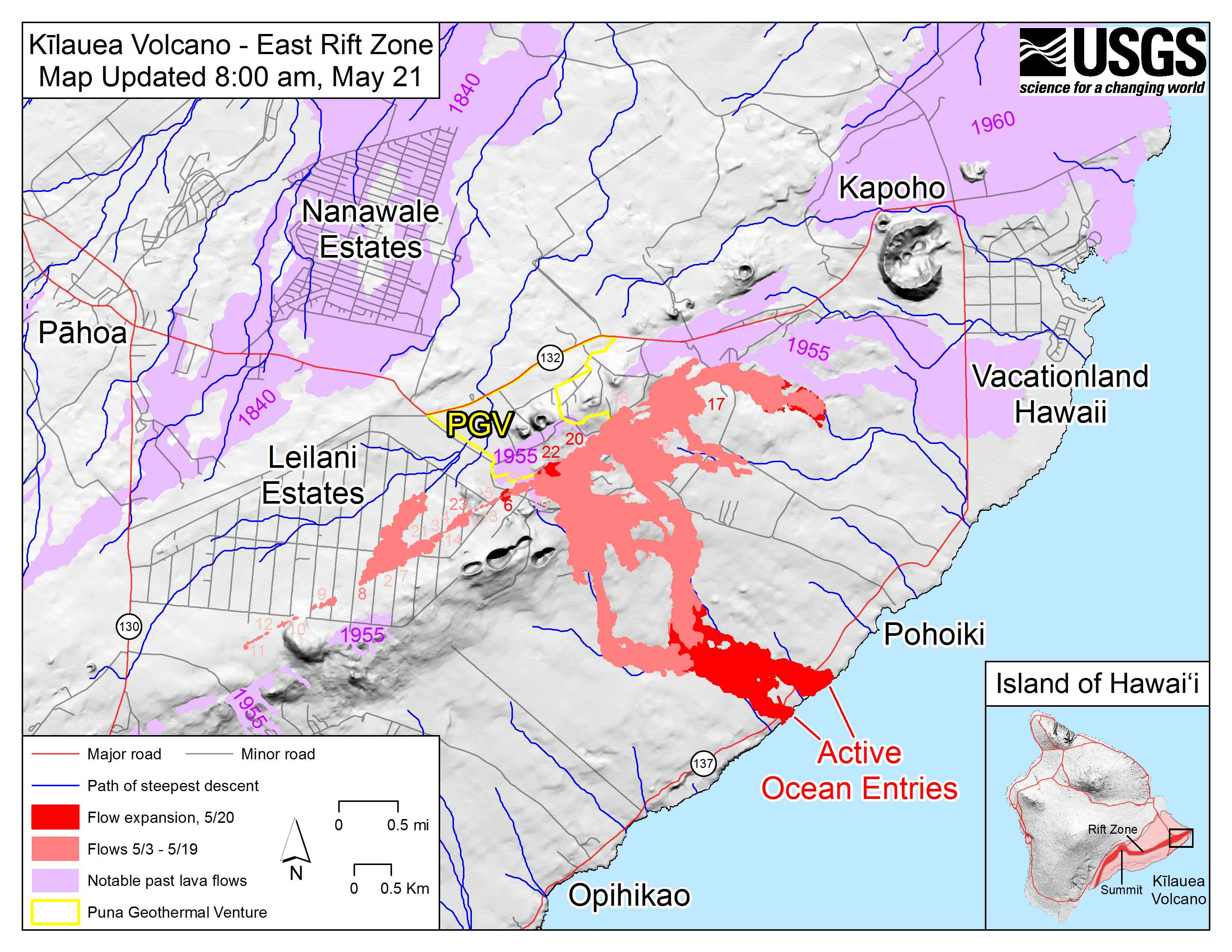
Lava aus Spalten östlich von Leilani Estates fließt durch Teile der Malama Kī Forest Reserve und erreicht den Ozean bei Malama flats unweit des MacKenzie State Recreation Area
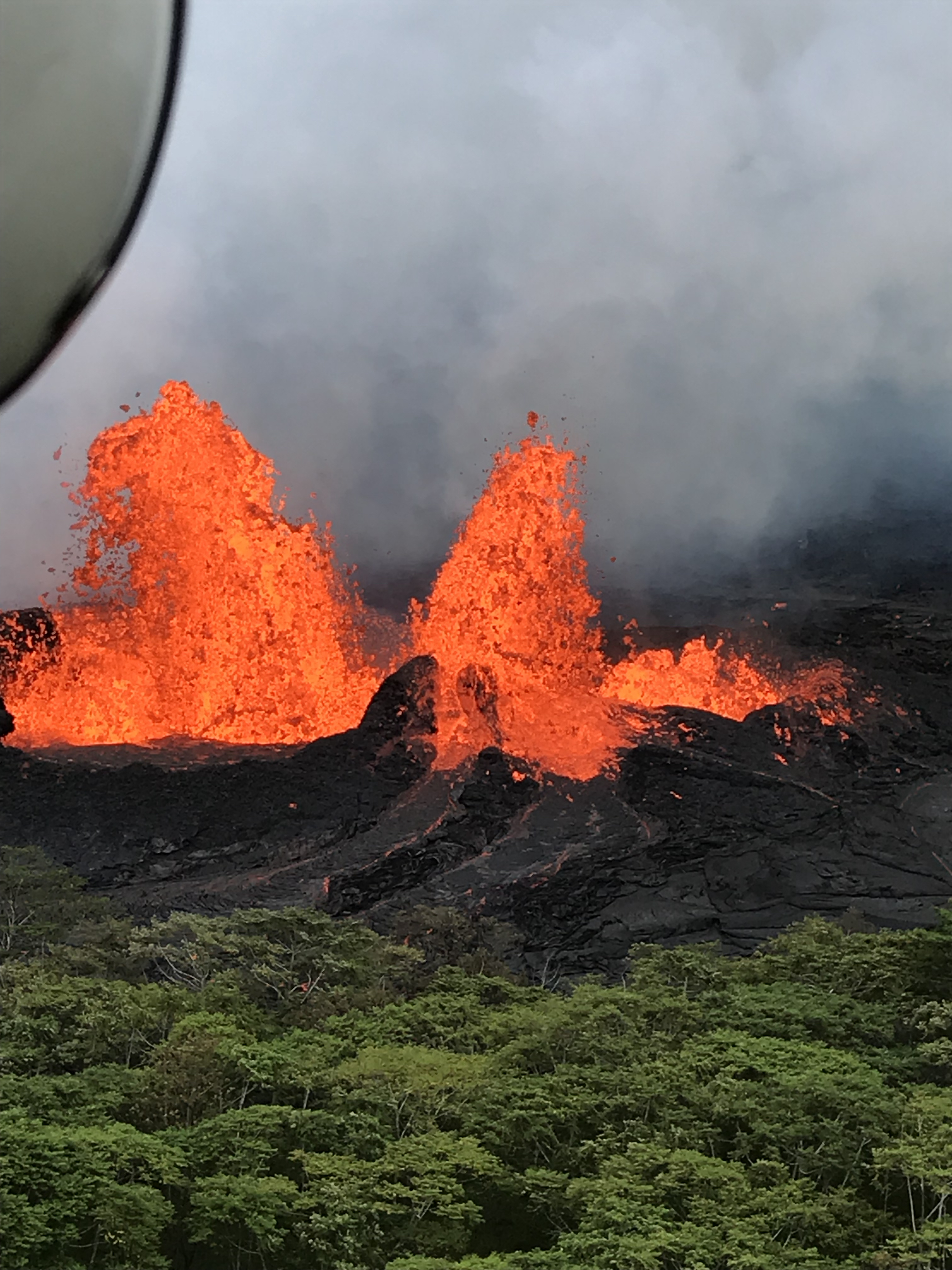
Lavafontäne an Spalte 22
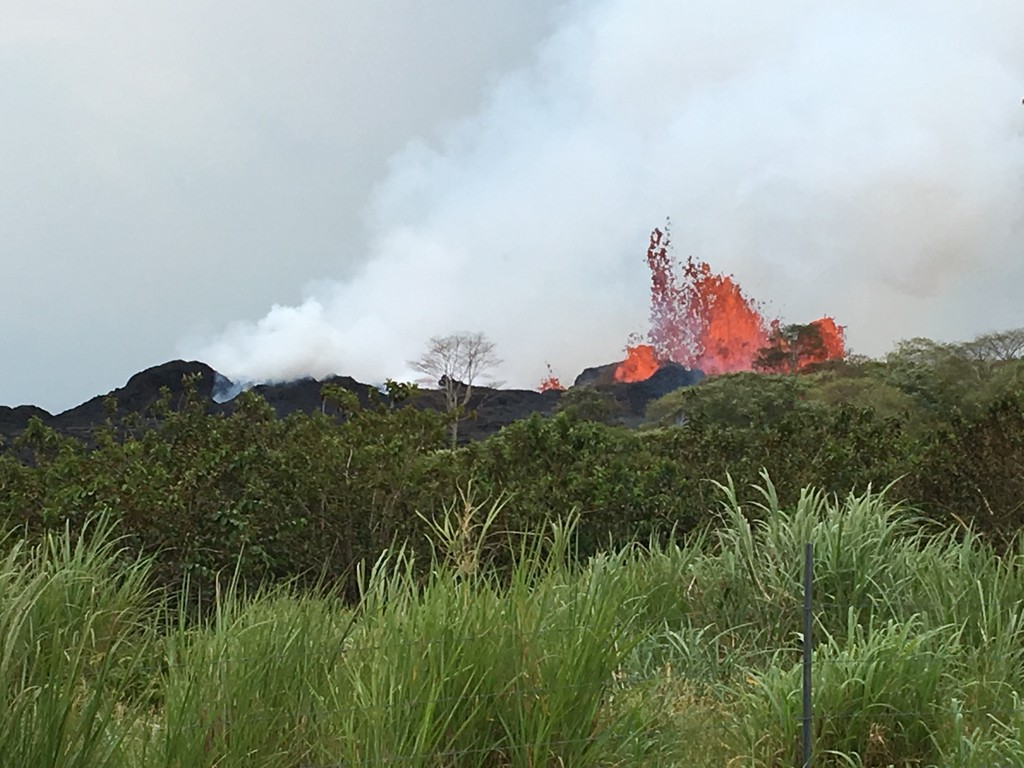
Lavafontäne an Spalte 22 von der Nordseite der Spalten
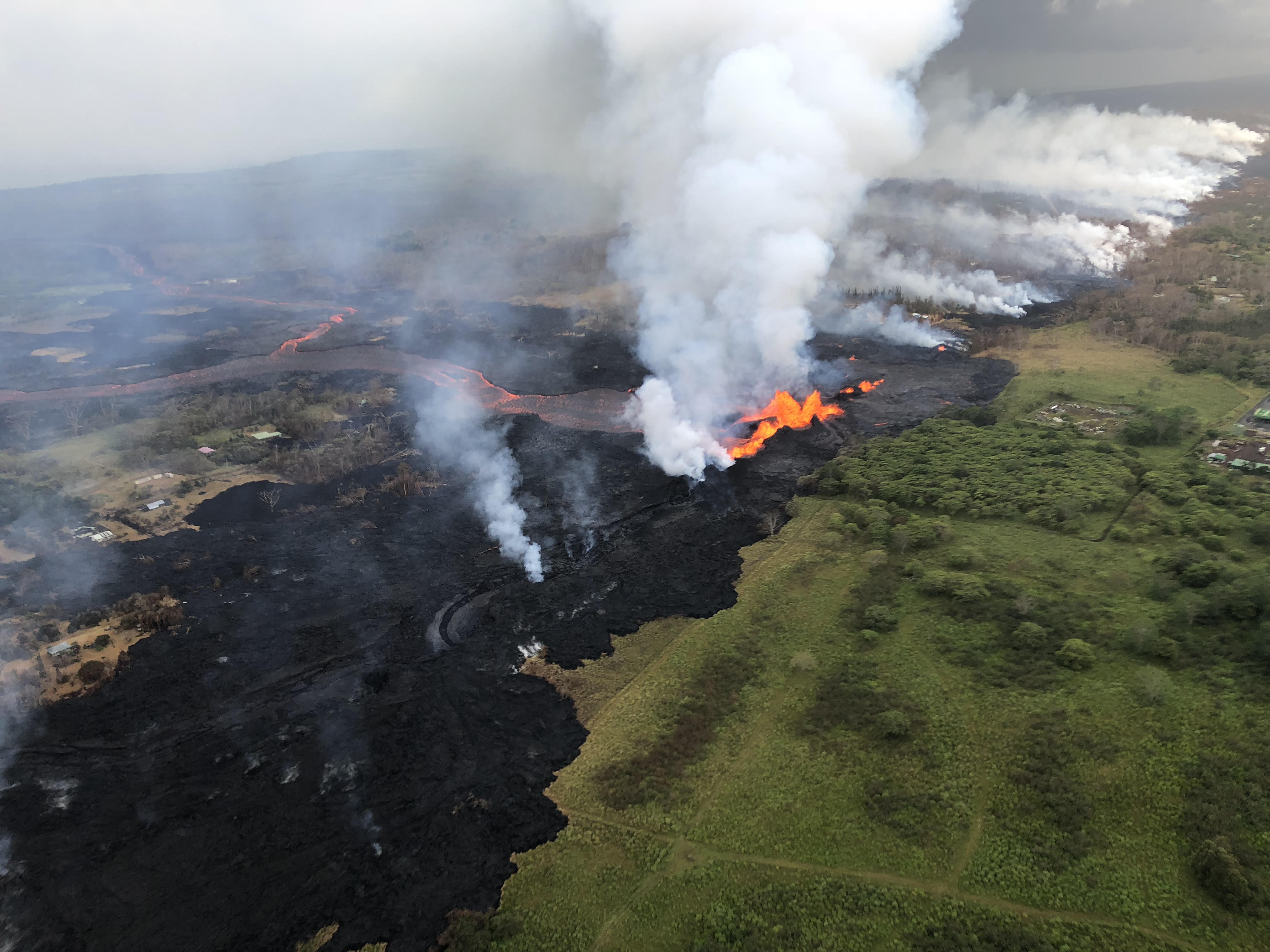
Lava fließt südwärts von den Spalten
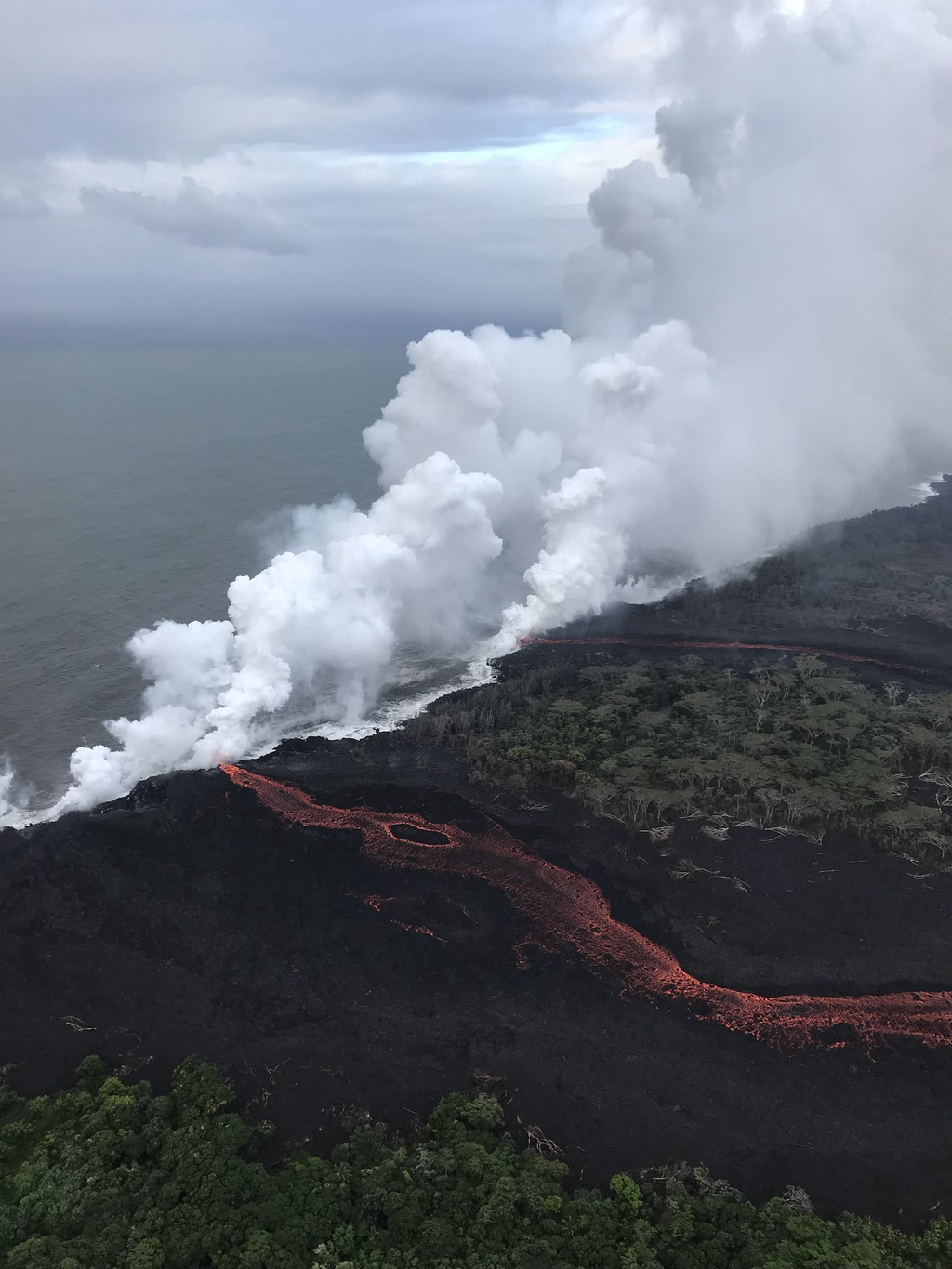
Lava fließt nach Überquerung der Hawaii Route 137 an zwei Stellen ins Meer

### Fotos und Videos
- Ausgewählte Bilder der Puʻu ʻŌʻō-Kūpaianaha-Eruption (U.S. Geological Survey)
- HVO: Pu'u 'Ō'ō Webcams

### Andere
- Puʻu ʻŌʻō auf Hawaiian Volcano Observatory (englisch)
- Puʻu ʻŌʻō auf Vulkanfaszination
- Karte mit Lava 2018